# おおぞら (列車)
おおぞらは、北海道旅客鉄道（JR北海道）が札幌駅 - 釧路駅間を函館本線・千歳線・石勝線・根室本線経由で運行する特急列車である。
本項では、同じく函館本線・千歳線・石勝線・根室本線経由で、札幌駅 - 帯広駅間を運行する特急「とかち」と、根室本線で運行されていた優等列車の沿革についても記述する。

## 概要

### おおぞら
特急「おおぞら」は1961年（昭和36年）10月1日に実施されたサンロクトオのダイヤ改正において、北海道初の特急列車として函館駅 - 旭川駅間（室蘭本線・千歳線経由）で運行を開始した。当時としては珍しい、小樽駅を経由しない運行形態が採られ、函館駅 - 札幌駅間の優等列車における主要な運行経路が山線（函館本線・小樽駅経由）から海線（室蘭本線・千歳線経由）へ大きく転換される契機となった列車である。なお、運行開始当時の函館駅 - 旭川駅間の途中停車駅は東室蘭駅・苫小牧駅・札幌駅・岩見沢駅・滝川駅で、主要都市のみに停車するようになっていた。観光シーズンには虻田駅（現・洞爺駅）・登別駅と観光地にも停車していた。
1962年（昭和37年）10月1日に釧路発着編成の連結を開始し、1967年（昭和42年）3月1日には旭川発着編成が分離されて函館駅 - 釧路駅間（室蘭本線・千歳線経由）の運行となった。1970年（昭和45年）10月1日には、函館駅 - 釧路駅・網走駅間で運行されていた特急「おおとり」の釧路発着編成を統合し、1972年（昭和47年）3月15日には「北斗」の1往復を延長して「おおぞら」に統合し、再度旭川発着編成を連結するようになった。このころは、いわゆる「多層建て列車」の運行もあり、例えば1号では13両のうち札幌駅で後ろ3両を切り離し、後の北斗2号函館行きに再び併結させるなど輸送量に見合った運用をとっていた。1980年（昭和55年）2月10日にはキハ183系（900番台）を投入、10月1日には5・4号の運行区間を札幌駅 - 釧路駅間とし、3・2号の旭川発着編成が再度廃止された。
1981年（昭和56年）10月1日には全列車が石勝線経由に変更され、1985年（昭和60年）6月1日には石勝線で道内初となる110 km/h運転を開始した。1985年（昭和60年）3月14日に「まりも」の昼行列車が特急格上げとともに統合され、札幌駅 - 帯広駅間で2往復増発された。1986年（昭和61年）11月1日には全列車が札幌駅発着に統一された。1990年（平成2年）9月1日に、帯広駅発着の列車は「とかち」に改称された。
1997年（平成9年）3月22日には、新型車両であるキハ283系気動車を投入した「スーパーおおぞら」が運行を開始。2001年（平成13年）7月1日のダイヤ改正後は、昼行定期全列車がキハ283系「スーパーおおぞら」に統一された。夜行便の「おおぞら」13・14号は「まりも」として分離されたが、2008年（平成20年）8月31日付で廃止された。
2020年3月14日のダイヤ改正で「スーパーおおぞら」は「おおぞら」に再び改称され、2022年3月12日のダイヤ改正では「おおぞら」「とかち」全定期列車がキハ261系による運転に統一された。
「おおぞら」の列車名は、北海道の大地の上に広がる大きな空をイメージしたものである。

### とかち
特急「とかち」は1990年（平成2年）9月1日の特急「おおぞら」の増発に伴い、同列車の札幌駅 - 帯広駅間で運転される列車を分離する形で運転を開始した。当初は、運転区間の短さゆえに普通車のみで運行されていた。
1991年（平成3年）7月27日よりアコモデーション改良車が投入され、2階建車両のキサロハ182形が連結されるようになり、「とかち」の全列車が「スーパーとかち」に改称された。1997年（平成9年）3月22日には特急「スーパーおおぞら」の運転開始に伴い、キハ183系（N・NN183系）が投入され、この車両を使用する列車を「とかち」として区分するようになった。
2000年（平成12年）3月11日に「とかち」系統にキハ283系が投入されると、キハ283系で運転される列車が「スーパーとかち」となり、キハ183系で運転される列車は2階建車両の有無を問わず全て「とかち」に変更された。2007年（平成19年）10月1日からは「とかち」の一部にキハ261系が投入され、2009年（平成21年）10月1日にはキハ183系が定期運用から撤退したため、列車名が「スーパーとかち」に統一され、「とかち」は廃止された。2013年（平成25年）11月1日のダイヤ変更でキハ283系が撤退して以降は、全列車がキハ261系での運転となっている。また、2020年3月14日のダイヤ改正において「おおぞら」同様に「スーパーとかち」が「とかち」に改称された。
このほか、「とかち」の列車名としては、次の列車が運転されていた。
- 1962年2月1日 - 1968年10月1日：札幌駅 - 滝川駅 - 帯広駅間で運転されていた急行「十勝」…根室本線優等列車を参照
- 1986年11月1日 - 1990年8月31日：滝川駅・旭川駅 - 帯広駅間で運転されていた快速「十勝」…狩勝_(列車)を参照

「とかち」の列車名は、帯広市を支庁所在地とする北海道の十勝支庁または、十勝国から採られている。

## 運行概況
2025年3月15日現在、「おおぞら」は札幌駅 - 釧路駅間で1日6往復が運行されている。最高速度は120 km/hで、所要時間は下り1本、上り2本が3時間台、それ以外は4時間台である。最速列車は下り7号の3時間54分（上りは4号の3時間57分）。2013年（平成25年）10月31日まではキハ283系を使用した「スーパーおおぞら」が1日7往復、最高速度130 km/h、3時間40 - 50分台（最速は3時間35分）で運行されていたが、後述する脱線火災事故などの影響により、同年11月1日からは最高速度を110 km/hに減速し、減便が行われていた。
「とかち」は1日5往復で、札幌駅 - 帯広駅間を2時間50分前後で運転している（最速2時間37分）。
なお、冬季間（例年11月下旬から翌春の雪解け時期まで）は、車両に付着した雪氷が走行中に落下し、線路のバラストを跳ね上げる事故を防止するため、一部の通過駅で減速運転を実施する。この影響で、定刻ダイヤから数分程度の遅延が生じる。
新夕張駅 - 新得駅の区間内相互間のみ乗車する場合に限り、「おおぞら」「とかち」ともに乗車券のみで普通車指定席の空席を利用できる。

### 停車駅
札幌駅 - 新札幌駅 - 南千歳駅 -（追分駅）-（新夕張駅）-（占冠駅）-（トマム駅）- 新得駅 -（十勝清水駅）-（芽室駅）- 帯広駅 -（池田駅）-（浦幌駅）-（白糠駅）- 釧路駅
- 「とかち」は札幌駅 - 帯広駅間の運転。9号がトマム駅を通過するほかは、札幌駅 - 帯広駅間の記載されている駅全てに停車する。
- 「おおぞら」は札幌駅 - 釧路駅間の運転。括弧内の駅には一部の列車のみ停車する。
  - 追分駅・新夕張駅には1 - 3・5・8 - 11号が停車。（4・6・7・12号が通過）
  - 占冠駅には2・3号が停車。
  - トマム駅には1 - 11号が停車。
  - 十勝清水駅・芽室駅・浦幌駅には2・9号が停車。
  - 池田駅には1 − 6・8 - 12号が停車。
  - 白糠駅には2・3・5・6・8 - 12号が停車。（1・4・7号が通過）

## 使用車両・編成
「おおぞら」「とかち」とも、2022年（令和4年）3月現在全列車がキハ261系気動車（1000番台）で運転されている。両列車ともに全車指定席の4両編成での運行が基本で、2号車にはバリアフリー対応設備が設置されている。
「おおぞら」は、1997年（平成9年）時点では6両編成を基本としつつも3両増結した9両編成での運行が連日行われていた。その後、基本編成は2021年（令和3年）3月に5両へ、2022年（令和4年）3月に4両へ段階的に減車され、現行の体制に至っている。
「とかち」は、2018年（平成30年）3月のダイヤ改正以降4両編成を基本に運転されている。
2020年（令和2年）10月31日・11月1日には、キハ261系5000番台「はまなす編成」のデビューと北海道鉄道140周年を記念し、「おおぞら」上下各1本（3・8号）で同車が運用に充当された 。以降も臨時に「はまなす編成」および「ラベンダー編成」が充当されることがあり、その場合はグリーン車の設定はなくなる。

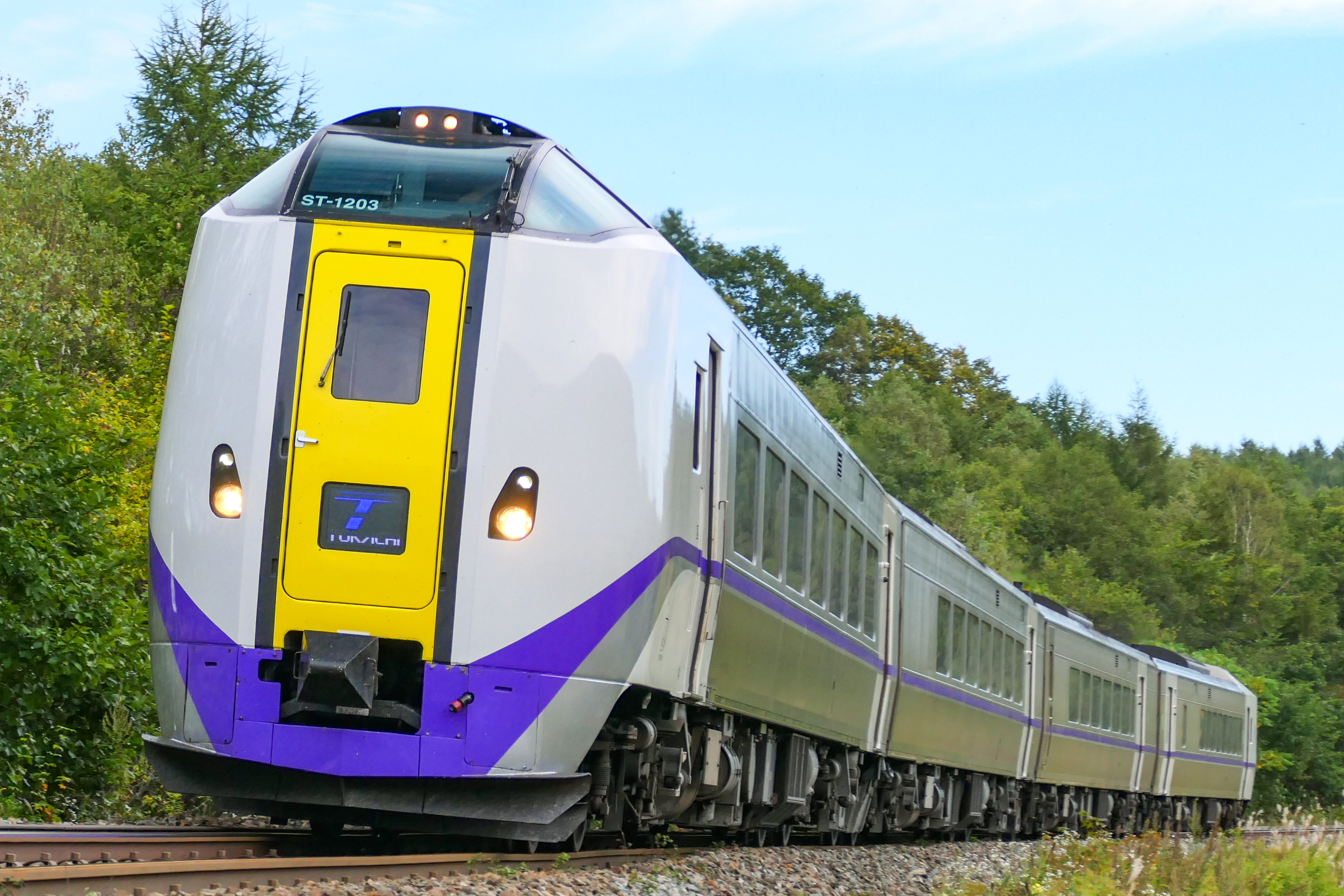
キハ261系1000番台「とかち」 （2021年 新得駅 - トマム駅間）
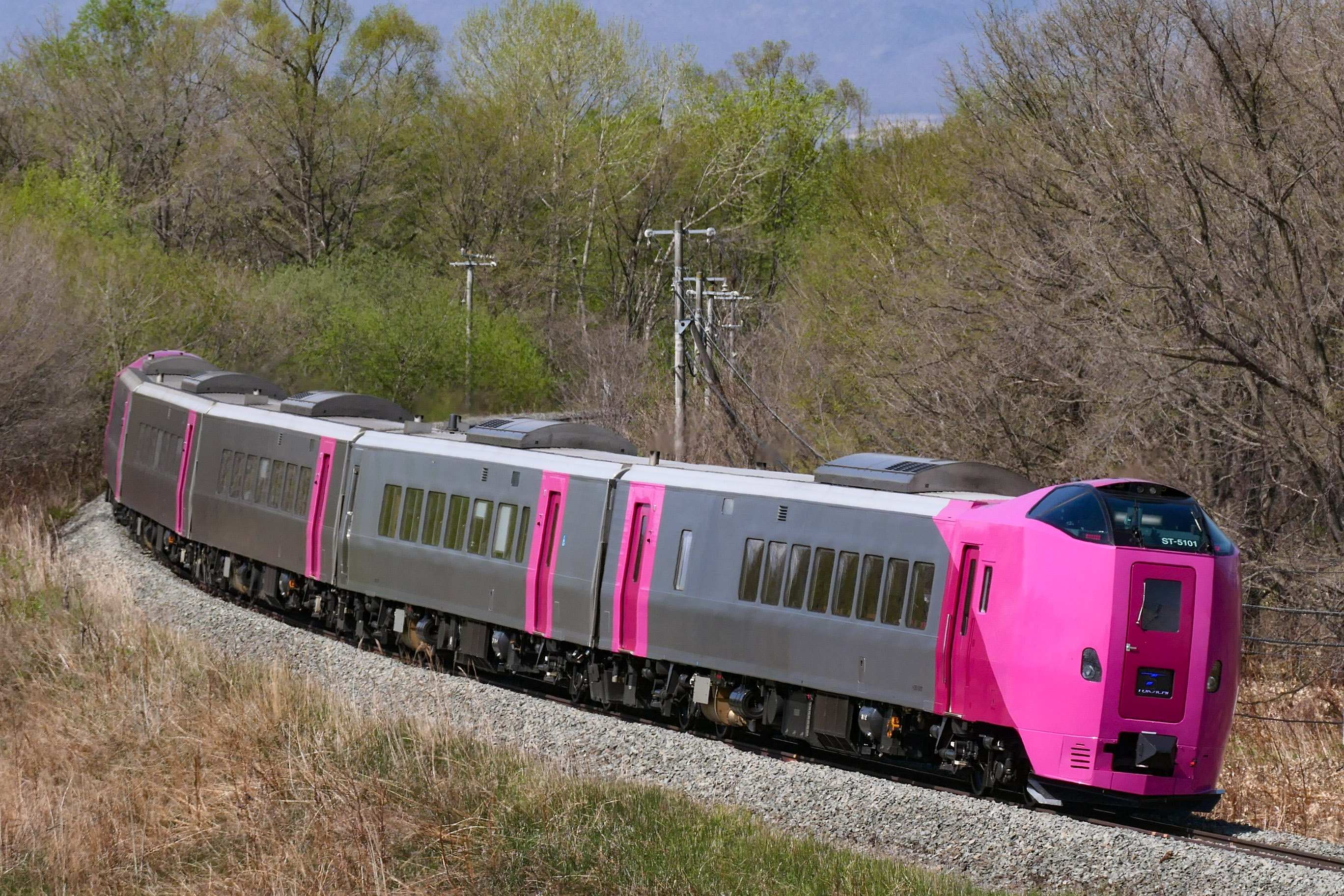
キハ261系5000番台「とかち」 （2021年 大成駅 - 芽室駅間）

#### 過去の車両
おおぞら・スーパーおおぞら
- キハ80系気動車（札幌運転所・函館運転所所属）
1961年（昭和36年）10月1日[3]の「おおぞら」運転開始から使用されていた。1982年（昭和57年）11月14日に一旦運用がなくなるが、1985年（昭和60年）3月14日に復帰した。その後、国鉄最終ダイヤ改正前の1986年（昭和61年）10月31日をもって定期運用を終了した[3]。
- キハ183系気動車（札幌運転所・函館運転所・釧路運輸車両所所属）
定期列車としては、1980年（昭和55年）2月10日[3]から2001年（平成13年）6月30日まで運用された。同年7月1日のダイヤ改正で昼行定期列車はキハ283系「スーパーおおぞら」に統一されたが、キハ183系は夜行の「おおぞら」13・14号から改称した「まりも」にて2008年（平成20年）8月31日の運行終了まで使用された。
- 14系客車
1993年（平成5年）3月18日から2001年（平成13年）6月30日まで、夜行列車「おおぞら」13・14号に寝台車として使用された。
- キハ283系気動車（札幌運転所・釧路運輸車両所）
1997年（平成9年）3月改正で運用を開始し、2001年（平成12年）7月改正ですべての昼行特急が本系列による「スーパーおおぞら」に統一された。振子機能を生かし最速130 km/h運転を行ったが、2013年（平成24年）11月以降は後述の事故の影響もあり110 km/hに引き下げられていた。2020年（令和2年）3月改正よりキハ261系への置き換えが進み、2022年（令和4年）3月11日をもって定期運用を終了した[15]。

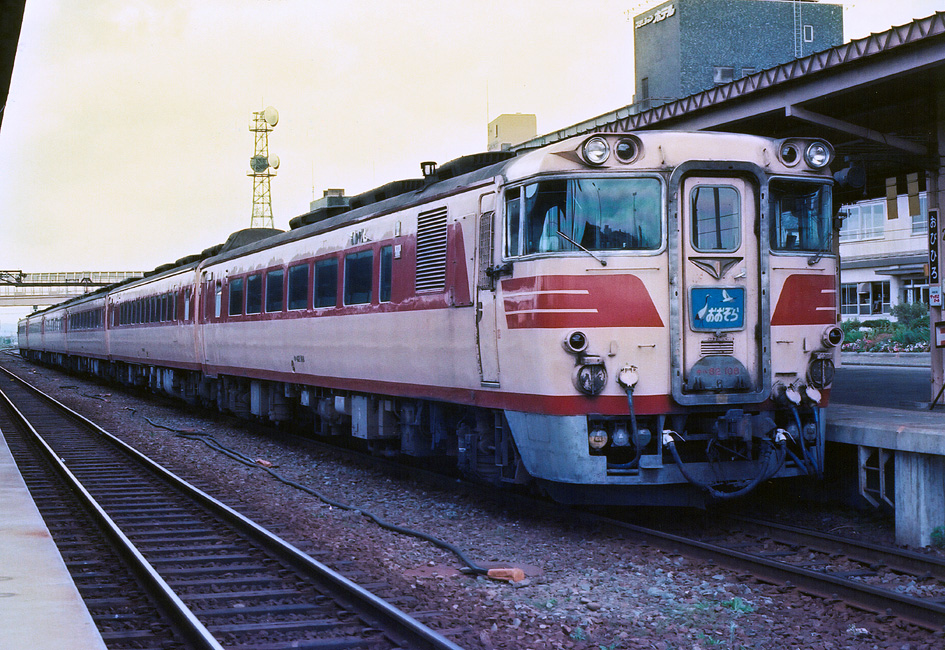
キハ80系「おおぞら」（1986年8月 帯広駅）
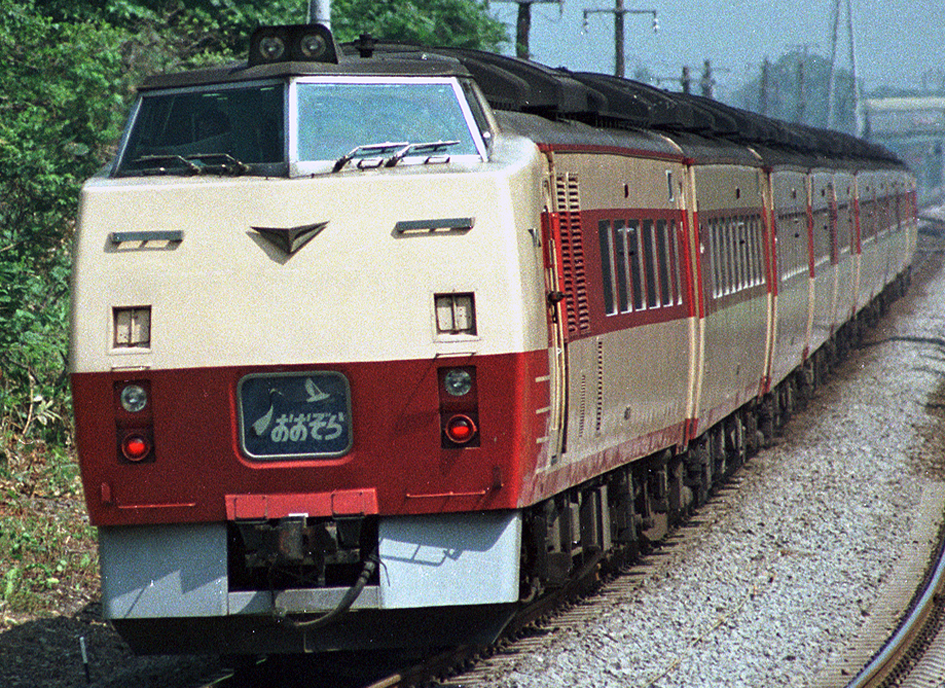
キハ183系「おおぞら」（1986年8月 大沼駅付近）
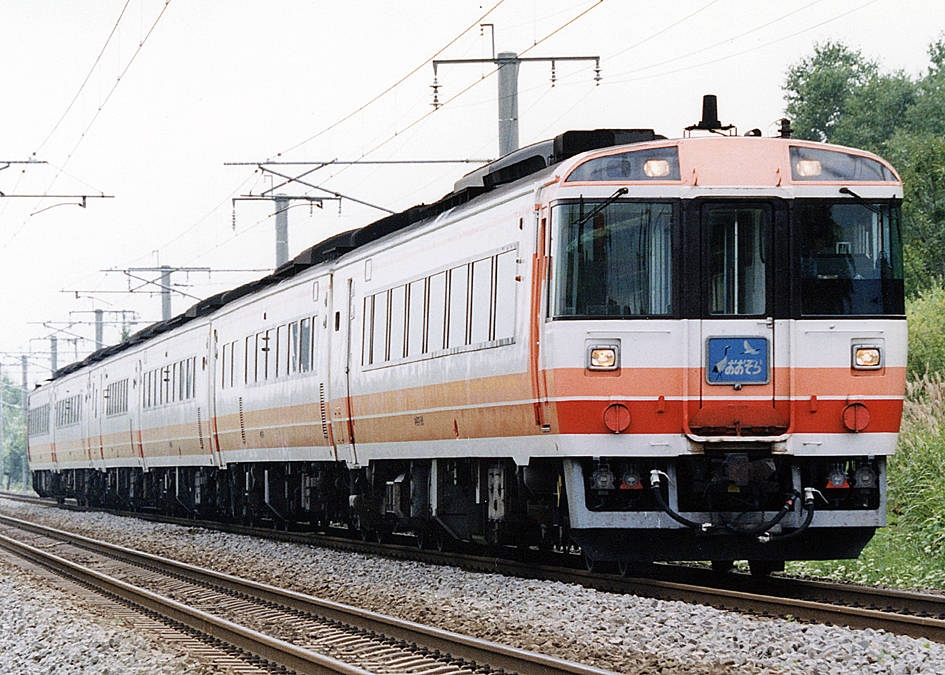
キハ183系（500番台）「おおぞら」（1992年 長都駅付近）
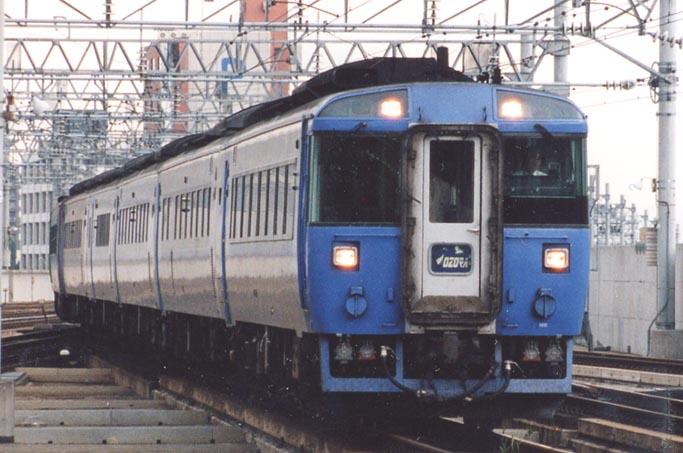
キハ183系「おおぞら」（1998年）
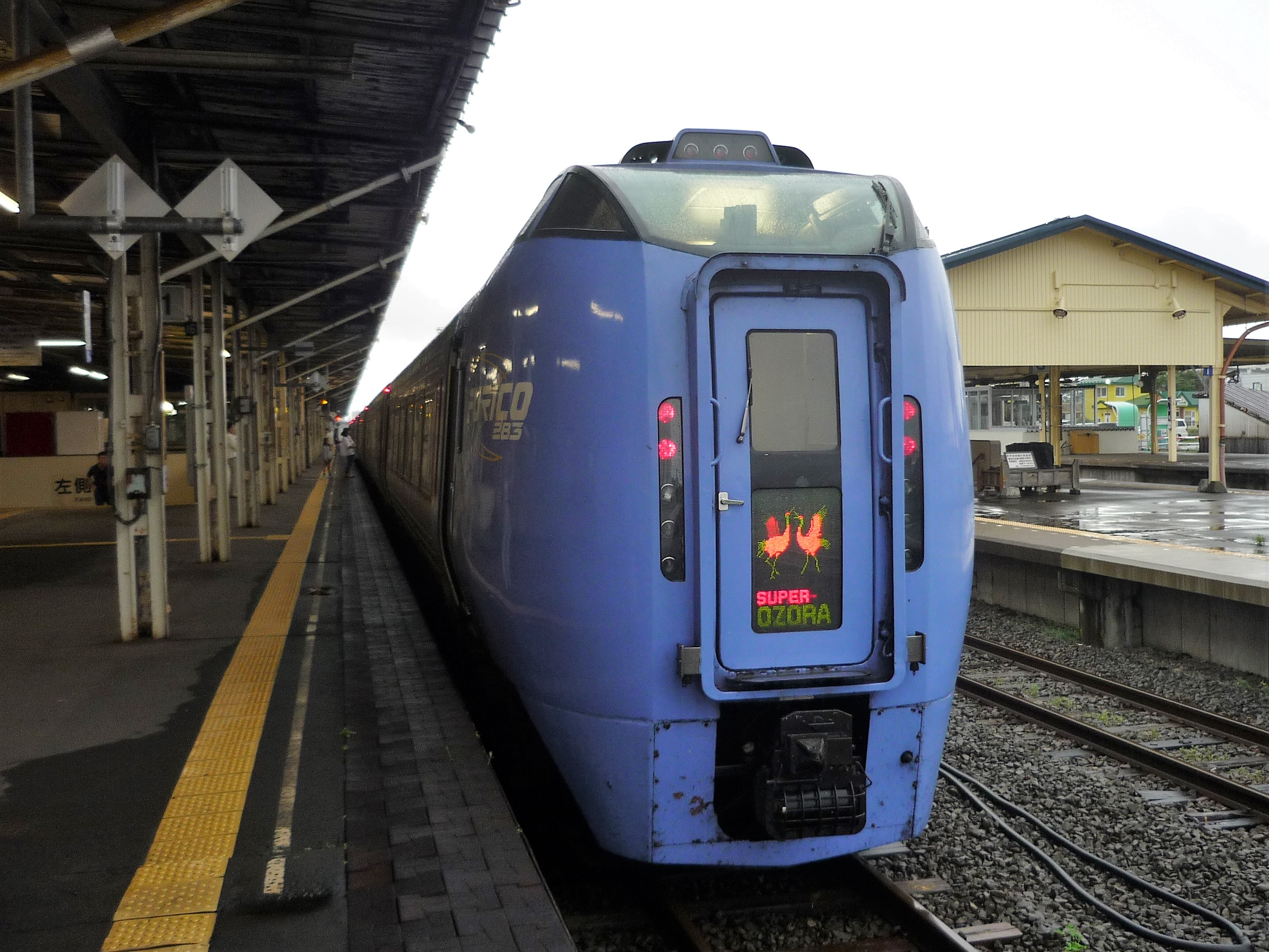
キハ283系「スーパーおおぞら」（2018年 釧路駅）

とかち・スーパーとかち
- キハ183系気動車（札幌運転所・釧路運輸車両所所属）
1990年（平成2年）9月1日から2009年（平成21年）9月30日まで使用された（うち1991年（平成3年）7月27日から1997年（平成9年）3月21日までは全列車「スーパーとかち」）。ただし、定期列車からの撤退後も臨時列車で使用されることがあった。
- キハ283系気動車（釧路運輸車両所所属）
「スーパーおおぞら」の間合い運用として、2000年（平成12年）3月11日から2013年（平成25年）10月31日まで「スーパーとかち」1往復に使用されていた。

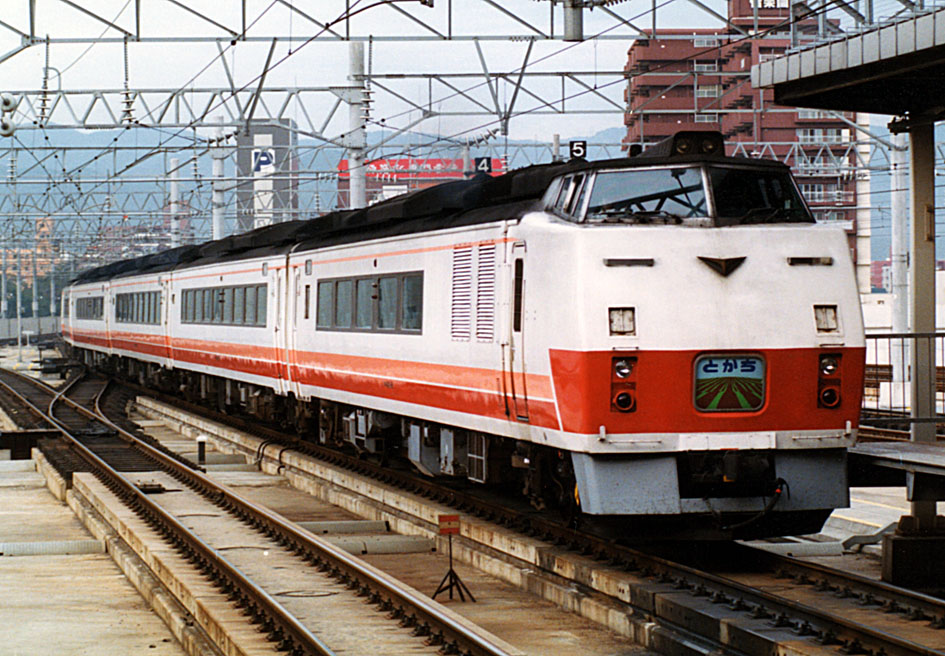
キハ183系「とかち」（1990年）
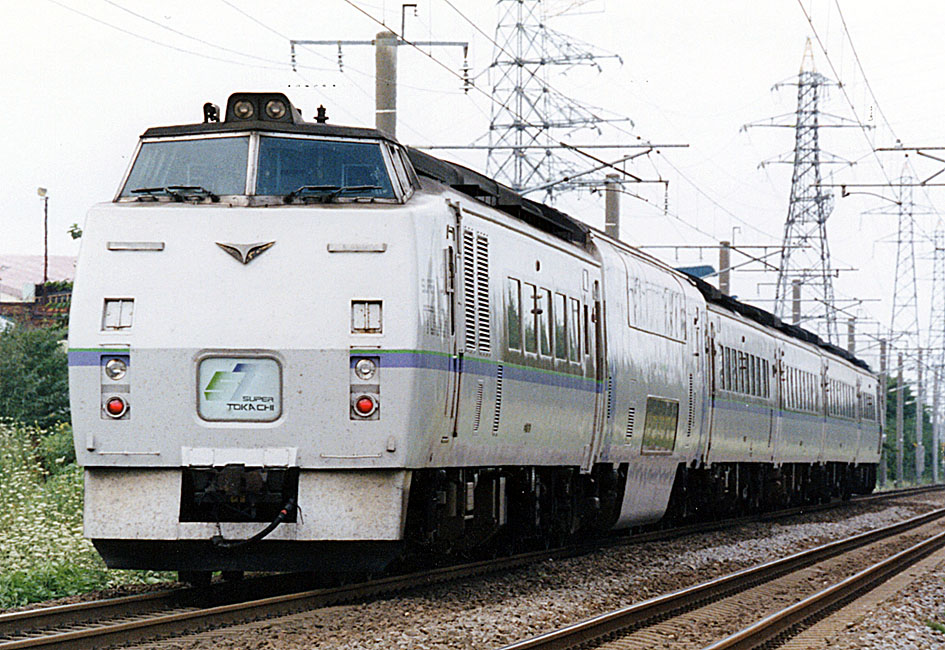
キハ183系「スーパーとかち」（1993年）
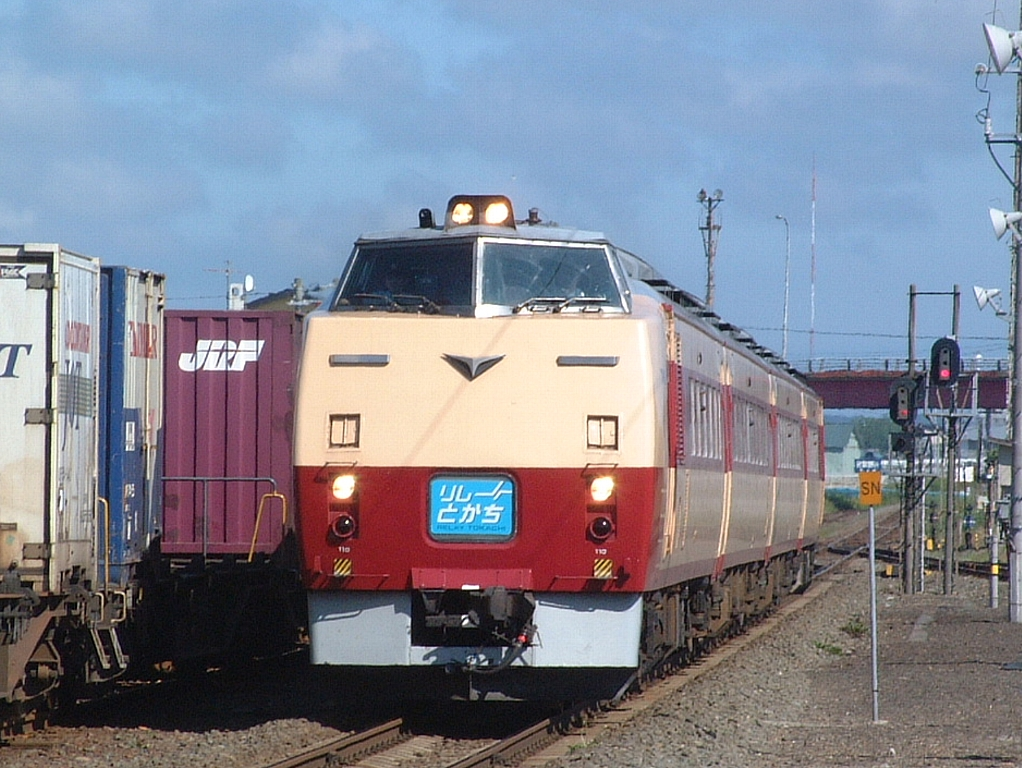
2004 - 2005年に運転された臨時特急「リレーとかち」（2005年8月 新富士駅）
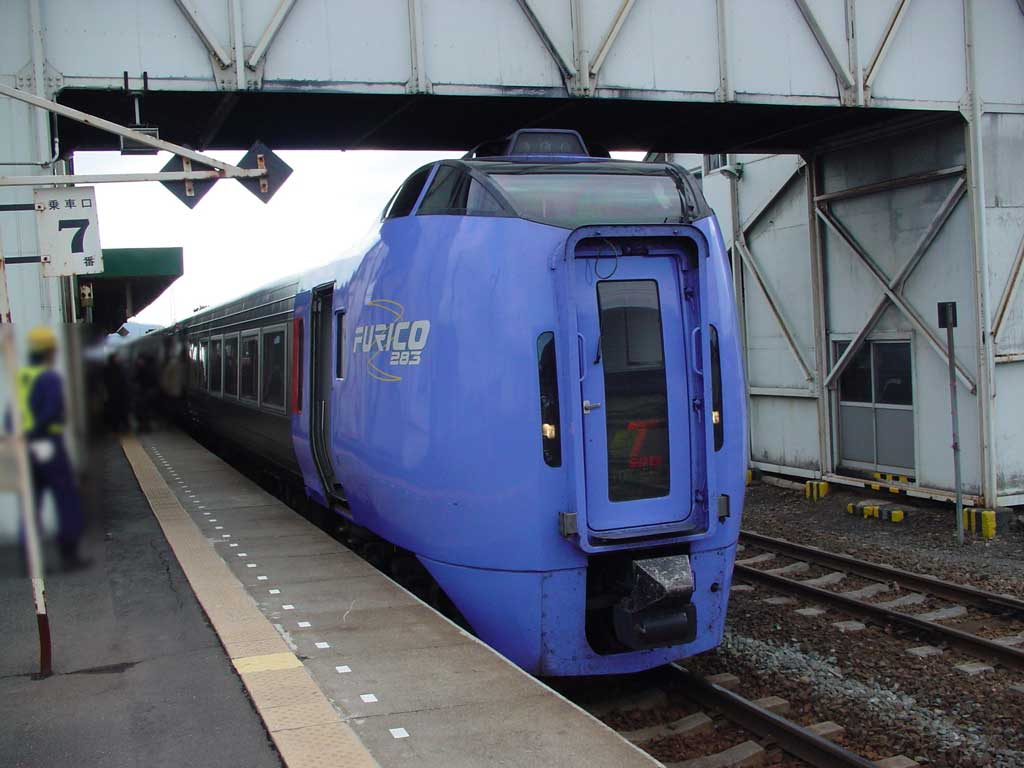
キハ283系「スーパーとかち」（2006年 新得駅）
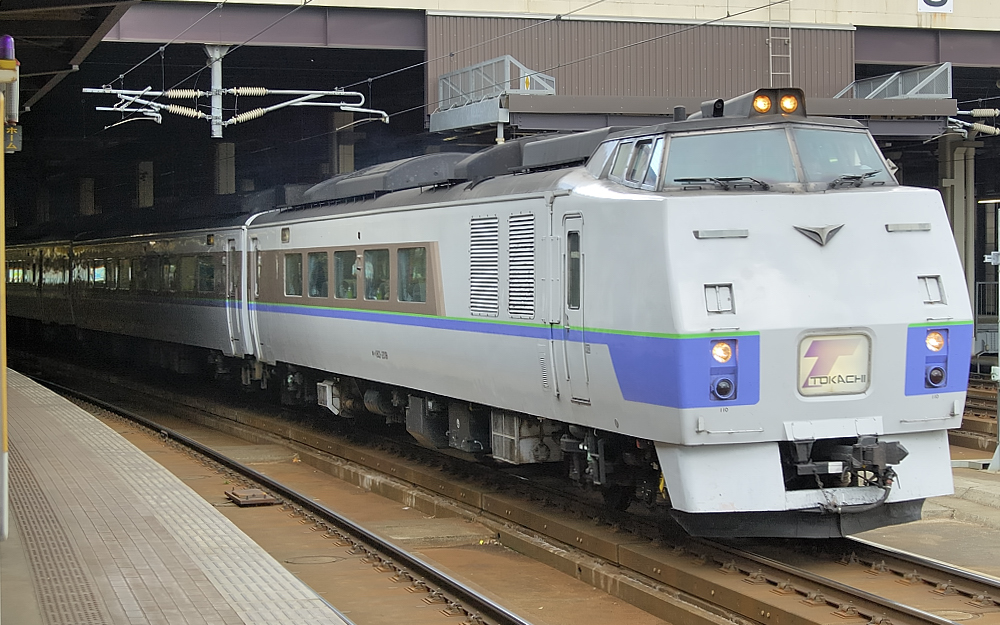
「オホーツク」用塗装のキハ183系「とかち」（2006年 札幌駅）
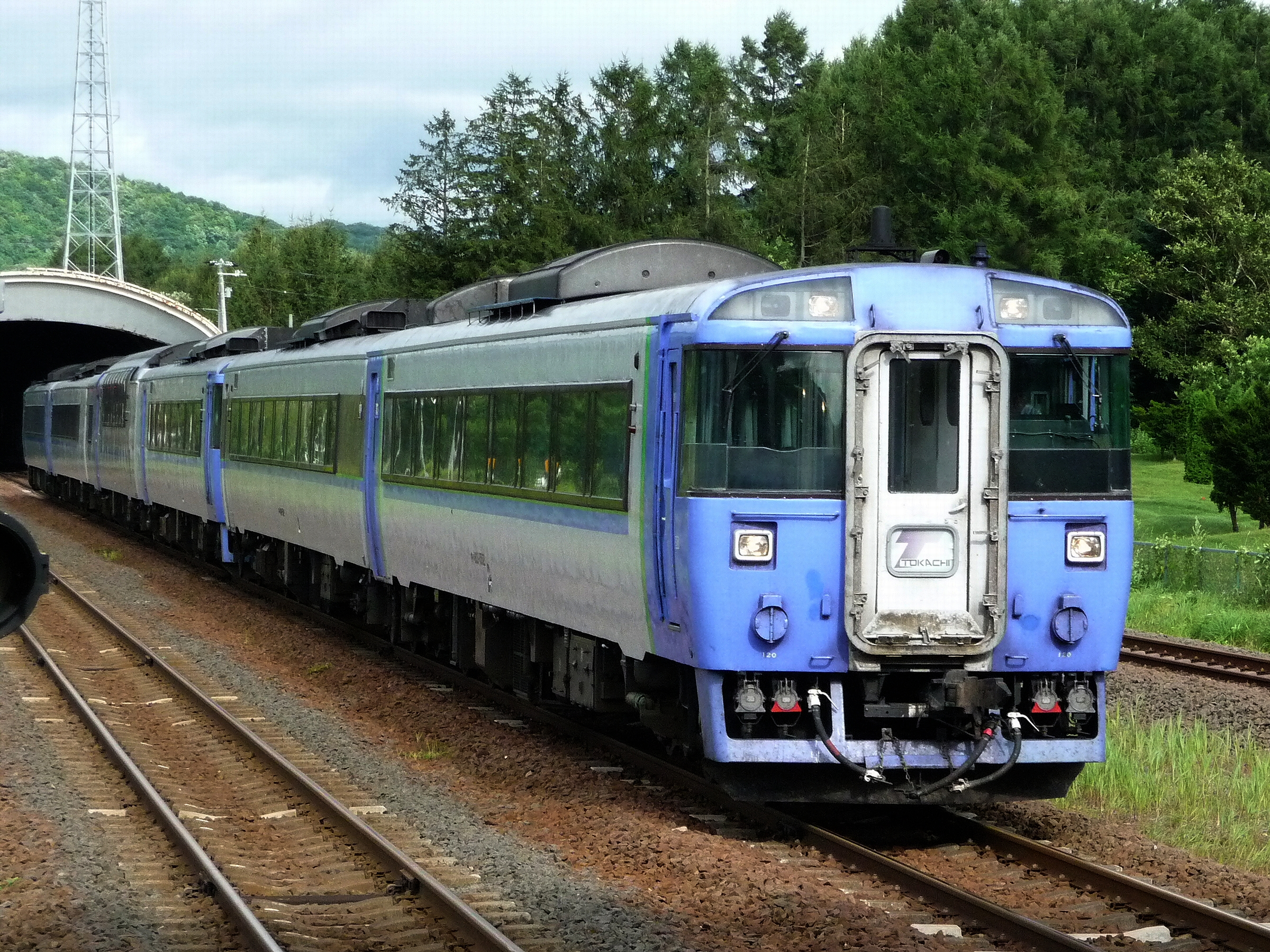
グレードアップ改造を受けたキハ183系（500番台）「とかち」（2009年）

### 脱線火災事故の影響
2011年（平成23年）5月27日に発生した「スーパーおおぞら14号」の脱線・火災事故（石勝線特急列車脱線火災事故）以降、2013年（平成25年）にかけても車両故障等のトラブルが後を絶たなかったことから、同年11月1日に車両の走行負荷抑制・メンテナンス時間確保などを目的に減速・減便が行われた。
トラブルの背景として、日本国内の在来線では屈指の過酷な走行条件を強いられる列車であり、特に冬期間の運行が車両へ与える負荷が比較的高いことが指摘されている。平野部での最高速度130 km/hの高速運転や山岳区間での連続勾配登坂、急曲線前後での加減速の繰り返しによるエンジンや変速機など動力機器への負荷に加え、下り勾配区間での連続制動、またエゾシカなど野生動物が多く生息する区間での接近・衝突事故に伴う急制動の繰り返しにより、ブレーキや車輪など足回り機器へ掛かる負荷も高い。さらには冬期間の寒暖差の大きさ（冬でも暖かいトンネル内と極寒の屋外との出入りにより車体に付着した水分が凍解結を繰り返す）などの要因が挙げられるが、それらに見合ったメンテナンス時間・体制の確保が必ずしも十分ではなかったとの指摘もなされている。

## 臨時列車

### トマムサホロスキーエクスプレス
冬季のスキーシーズンには札幌駅 - 新得駅間で「トマムサホロスキーエクスプレス」が運行されていた。車両は「クリスタルエクスプレス トマム & サホロ」または「ノースレインボーエクスプレス」が使用されたが、2011年（平成23年）冬シーズンを最後に運行されていない。
停車駅
札幌駅 - 新札幌駅 - 南千歳駅 - トマム駅 - 新得駅

## 利用状況
1986年（昭和61年）（当時は「おおぞら」としての運行）に帯広空港と丘珠空港を結ぶ航空路線が廃止され、鉄道が航空機を追い出した例として挙げられている。釧路 - 札幌間の都市間バスの運行本数が少ないこともあり、1997年（平成9年）の「スーパーおおぞら」運転開始以降は一貫して高い乗車率であった。年間を通じて増結が常態化しており、利用が多い大型連休・お盆・年末年始を中心とした冬期間は、最大11両編成で対応していた。その中でも、釧路駅を朝・金曜日夜・日曜日夜に出発する列車、札幌駅を金曜日夜・日曜日夜に出発する列車、釧路駅・札幌駅とも大型連休やお盆の前後や、年末年始の仕事納め翌日と仕事始め前日に出発する列車は特に利用が多く、繁忙期などは数週間前の段階で満席となるほどだった。
しかし近年では、道東自動車道の延伸や都市間バスの増発、さらには前述した本列車の減便・減速の影響により、鉄道の優位性は再び低下しつつあり、2021年（令和3年）では「スーパーおおぞら」運転開始以前の時の6両編成よりも短い5両編成の日も現れた。
2017年（平成29年）2月1日からインターネット予約サービス「えきねっと」による予約限定で、新サービス「えきねっとトクだ値（ね）」の受け付けを開始した。割引対象となる列車や座席数が限定されているものの、特急「スーパーおおぞら」・「スーパーとかち」に高速バスとほぼ同額の運賃で乗れるようになる。通常運賃からの割引率は「スーパーおおぞら」が40 %と15 %、「スーパーとかち」が45 %と20 %の計4種。「スーパーとかち」が2月2日から、「スーパーおおぞら」が3月4日から通年で利用できる。

## 根室本線優等列車概説

### 十勝・とかち
1962年（昭和37年）2月1日に札幌駅 - 帯広駅間の急行「十勝」（とかち）として運行を開始した。1968年（昭和43年）10月1日に「狩勝」に統合され、廃止された。
その後、1986年（昭和61年）11月1日に廃止した「狩勝」1往復の代替として、旭川駅・滝川駅 - 帯広駅間（富良野線経由）を運行する快速列車として「十勝」の愛称が復活。1990年（平成2年）9月1日には特急「おおぞら」の帯広発着列車を分離する形で、特急「とかち」が運行を開始した。同時に、快速「十勝」は快速「狩勝」の旭川発着列車となった。
列車名は帯広市が所在する十勝支庁（現在の十勝総合振興局）や十勝国、十勝平野が由来となっている。

### まりも
1949年（昭和24年）9月15日に函館駅 - 釧路駅間（函館本線・根室本線経由）で運行を開始した夜行急行3・4列車を起源とする列車で、札幌駅 - 釧路駅間を準急列車として運行する珍しい運行方式を採用した。1950年（昭和25年）10月1日に運行区間を函館駅 - 根室駅間（函館本線・根室本線経由）に延長し、函館駅 - 釧路駅間は急行列車、釧路駅 - 根室駅間は普通列車として運行されていた。1951年（昭和26年）4月1日に「まりも」の列車名が与えられた。
1961年（昭和36年）10月1日には運行区間を函館駅 - 釧路駅間に短縮。さらに1965年（昭和40年）10月1日には函館駅 - 札幌駅間が急行「ていね」として分離され、札幌駅 - 釧路駅間の夜行急行列車となった。1968年（昭和43年）10月1日に「狩勝」に統合され、廃止された。
1981年（昭和56年）10月1日の石勝線開業に伴い、急行「狩勝」のうち札幌駅 - 帯広駅間の昼行列車1往復と札幌駅 - 釧路駅間の夜行列車1往復が石勝線経由に変更され、「まりも」に改称された。1982年（昭和57年）11月15日には夜行列車に14系客車が導入される。1985年（昭和60年）3月14日には昼行列車が特急「おおぞら」に統合され、札幌駅 - 帯広駅間の臨時急行「まりも」51・54号を廃止。夜行列車も1993年（平成5年）3月19日に夜行特急「おおぞら」13号・14号として編入され、再び廃止された。
2001年（平成13年）からは札幌駅 - 釧路駅または根室駅間の夜行特急として3度目の運行を開始したが、2007年（平成19年）に臨時列車化された後、2008年（平成20年）に廃止された。
列車名は阿寒湖に分布するマリモが由来となっている。

### 狩勝
列車名は十勝・石狩国境にまたがる狩勝峠が由来となっている。

### 摩周
1961年（昭和36年）6月15日に、函館駅 - 根室駅間（函館本線経由）を毎日運行する季節列車として、急行「狩勝」が1往復（下り2号・上り1号）増発された。同年10月1日にこの1往復が定期列車化され、運行経路を函館駅 - 釧路駅間（室蘭本線・千歳線経由）に変更したうえで急行「摩周」（ましゅう）に改称された。ダイヤ上は従来の気動車急行「アカシヤ」を延長する形態が採られ、稚内発着（宗谷本線経由）の急行「宗谷」・網走駅発着（石北本線経由）の急行「オホーツク」を連結した多層建て列車として運行された。
1964年（昭和39年）10月1日、「オホーツク」とともに函館駅 - 釧路駅・網走駅間の特急「おおとり」として統合され、廃止された。
列車名は阿寒国立公園の摩周湖が由来となっている。なお、「摩周」は本列車以前にも、釧路駅 - 網走駅間などで運転されていた準急列車の名称として使用されていた。こちらについてはしれとこ摩周号の項目を参照されたい。

### 阿寒
1963年（昭和38年）6月1日に札幌駅 - 根室駅間の急行「阿寒」（あかん）として運行を開始した。1968年（昭和43年）10月1日に「狩勝」に統合され、廃止された。
列車名は阿寒国立公園の阿寒湖が由来となっている。

### ぬさまい
1962年（昭和37年）4月1日に帯広駅 - 釧路駅間を運行する準急列車として運行を開始した。1962年（昭和37年）5月1日に使用車種が気動車に変更され、1966年（昭和41年）3月5日には準急制度の改変に伴い、急行列車に格上げされた。1980年（昭和55年）10月1日に廃止された。
急行「ぬさまい」廃止時の停車駅
帯広駅 - 幕別駅 - 池田駅 - 豊頃駅 - 浦幌駅 - 音別駅 - 白糠駅 - 釧路駅
- 昭和40年代は厚内駅にも停車していた。

1985年（昭和60年）3月14日に、帯広駅→釧路駅間の快速列車として「ぬさまい」の愛称が復活したが、この列車も1998年（平成10年）4月11日に廃止された。
列車名は釧路川にかかる幣舞橋が由来となっている。

### ノサップ
1959年（昭和34年）9月22日に釧路駅 - 根室駅間の準急列車として運行を開始した。当初は単行で1往復のみだったが、1961年（昭和36年）10月1日に2往復に増便され、2両編成での運行となった。1966年（昭和41年）3月5日には準急列車制度の改変に伴い、急行列車に格上げされた。
1972年（昭和47年）3月15日には急行「狩勝」の（下り）2号の釧路駅→根室駅間を分離する形で下り1本増発し、下り3本・上り2本となる。また、下り1本にグリーン車を連結。1981年（昭和56年）10月1日には1往復が廃止され、グリーン車の連結も終了した。
1984年（昭和59年）2月1日には急行「狩勝」上り1本の根室駅→釧路駅間を分離する形で下り1本が増発され、再度2往復となるが、1986年（昭和61年）11月1日には1往復が廃止され、1往復となった。1989年（平成元年）5月1日に快速列車に降格し、急行「ノサップ」は廃止された。
列車名は根室半島の先端に位置する納沙布岬が由来となっている。
急行「ノサップ」廃止時の停車駅
釧路駅 - 厚岸駅 - 茶内駅 - 浜中駅 - 厚床駅 - 根室駅

## 根室本線優等列車沿革

### 戦前から終戦直後
- 1910年（明治43年）5月1日：函館駅 - 札幌駅 - 旭川駅 - 釧路駅間で初の直通旅客列車が運転される[23]。
- 1911年（明治44年）7月1日：函館駅 - 釧路駅間の直通列車が急行3・4列車と設定される[24]。一等寝台車が連結された[23]。旭川駅 - 釧路駅間は普通列車として運転された。
- 1916年（大正5年）4月10日：函館駅 - 釧路駅間の直通急行3・4列車に食堂車の連結を開始[23]。
- 1921年（大正10年）8月5日：根室本線の延伸に伴い、急行3・4列車の運転区間を函館駅 - 根室駅間（滝川駅 - 根室駅間は普通列車）に延長。
- 1926年（大正15年）8月15日：急行3・4列車の運転区間を函館駅 - 釧路駅間（滝川駅 - 釧路駅間は普通列車）に短縮し、列車番号が401・402列車に変更。
- 1934年（昭和9年）12月1日：全国規模で行われた大規模なダイヤ改正に伴い、急行401・402列車は405・406列車に変更のうえ全区間普通列車に格下げとなる[25]。また、一等寝台車の連結を終了。
- 1940年（昭和15年）10月10日：函館駅 - 根室駅間（小樽駅・札幌駅経由）の急行7・8列車を設定[26]。釧路駅 - 根室駅間は普通列車として運転された。
- 1943年（昭和18年）10月1日：太平洋戦争勃発に伴う軍需輸送増大の影響で、急行7・8列車を廃止。以後、戦後まで優等列車の復活はなかった。

### 日本国有鉄道発足
- 1949年（昭和24年）
  - 6月1日：日本国有鉄道（国鉄）が発足し、各列車を鉄道省から引き継ぎ。
  - 9月15日：函館駅 - 釧路駅間（函館本線・根室本線経由、札幌駅 - 釧路駅間は準急列車）の急行3・4列車が運転開始[報道 2]。
- 1950年（昭和25年）10月1日：急行3・4列車の運行区間が函館駅 - 根室駅間（函館本線・根室本線経由、釧路駅 - 根室駅間は普通列車）に延長される。また、函館駅 - 釧路駅間（函館本線・根室本線経由、小樽駅 - 釧路駅間は普通列車）の準急405・406列車が設定される。
- 1951年（昭和26年）
  - 4月1日：急行3・4列車に「まりも」の列車愛称が与えられる[10][報道 2]。
  - 5月17日：根室本線の新内駅 - 新得駅間を走行中の釧路発函館行きの上り急行「まりも」が、故意にレールをずらされたことが原因で脱線転覆する事件が発生（まりも号脱線事件）。
- 1954年（昭和29年）10月1日：準急405・406列車の列車番号を407・408列車に変更し、全区間を準急列車に格上げ。
- 1958年（昭和33年）10月1日：準急407・408列車に「狩勝」の列車愛称が与えられる[10]。
- 1959年（昭和34年）9月22日：釧路駅 - 根室駅間に準急「ノサップ」が運行開始[10]。
- 1961年（昭和36年）
  - 4月15日：「狩勝」にキハ56系気動車が導入され、急行列車に格上げされる。これに伴い、運行区間を札幌駅 - 釧路駅間（函館本線・根室本線経由）に変更[10]。
  - 6月15日：函館駅 - 根室駅間（函館本線・根室本線経由）を毎日運行する季節列車として、「狩勝」を1往復（（下り）2号・（上り）1号）増発。

### 特急「おおぞら」の運転開始
- 1961年（昭和36年）10月1日：サンロクトオのダイヤ改正に伴い、以下のように変更する。
  - 北海道初の特急列車として、函館駅 - 旭川駅間（函館本線・室蘭本線・千歳線・根室本線経由）に「おおぞら」（1D/2D）が運行開始[1][2][3]。キハ82系気動車10両編成（全車指定席、食堂車および一等車（新一等、後のグリーン車）2両連結、付属編成の7 - 10号車は札幌止まり）を使用し、最高速度100 km/hで函館駅 - 旭川駅間を6時間30分（上下とも）で結んだ[4][27]。途中停車駅は虻田駅（現洞爺駅）、東室蘭駅、登別駅、苫小牧駅、札幌駅、岩見沢駅、滝川駅であった[28]。函館駅では深夜運航の青函1・2便を介して上野駅発着の「はつかり」（1D/2D）や、大阪駅発着の「白鳥」（2001D/2002D）と相互連絡していた。「おおぞら」「はつかり」通しの結合特急券も発売された[4][28]。昼前に旭川に到着し、夕方に旭川を発つダイヤで、上下とも運行時間帯的には後の北斗星に概ね相当した[28]。
    - この列車は早さと快適な客室設備から大変な人気列車となった。指定席券の入手難が常態化し、苦情も相次いだ[29]。国鉄はすぐに増結車両2両を増備するなど、その需要に応えた。

  - 急行「まりも」の運行区間を函館駅 - 釧路駅間に見直し[10]。
  - 毎日運行の季節列車「狩勝」（下り）2号・（上り）1号を定期列車化し、「摩周」（ましゅう）に改称[10]。運行経路を函館駅 - 釧路駅間（函館本線・室蘭本線・千歳線・根室本線経由）に変更し、稚内発着（宗谷本線経由）の急行「宗谷」・網走発着（石北本線経由）の急行「オホーツク」を連結した多層建て列車となる[30][注釈 2]。
  - 準急「ノサップ」2往復に増便。同時に2両編成化。
- 1962年（昭和37年）
  - 2月1日：札幌駅 - 滝川駅 - 帯広駅間を運行する急行列車として「十勝」（とかち）が運行開始[10]。
  - 4月1日：帯広駅 - 釧路駅間を運行する準急列車として「ぬさまい」が運行開始[22][10][注釈 3]。
  - 5月1日：「狩勝」が1往復増発されて2往復となり、うち1往復の一部編成が富良野線経由で旭川駅への乗り入れを開始。また、「ぬさまい」の使用車種を気動車に変更する。
  - 9月22日：「摩周」に増結車1両を連結、「摩周」は5両編成となる。なお、「宗谷」も1両増結され、3両編成となる（「オホーツク」は4両編成のまま）[30]。
  - 10月1日：「狩勝」のうち1往復を特急「おおぞら」に格上げする形で、「おおぞら」に釧路発着編成を連結開始[6][2][3][注釈 4]。食堂車は釧路発着編成に連結した[28]。これに伴い、「狩勝」は札幌駅・旭川駅 - 釧路駅間（富良野線経由）での運行となる。途中停車駅は東室蘭駅、苫小牧、札幌駅、岩見沢、滝川駅、帯広駅（以上釧路編成、旭川編成は滝川駅 - 旭川駅間無停車。）であった[4]。
- 1963年（昭和38年）
  - 6月1日：札幌駅 - 根室駅間を運行する急行列車として「阿寒」（あかん）が設定される[10]。
  - 10月1日：「摩周」の編成替えが実施され、函館駅 - 釧路駅間の編成を2両減車の3両とするが、札幌駅 - 釧路駅間に3両を増結し、その区間は6両編成となる。なお、他の編成も1両ずつ増結され、宗谷は4両編成、オホーツクは5両編成となる[30]。
- 1964年（昭和39年）
  - 3月20日：特急「おおぞら」の釧路編成に1両増結し、12両編成とする[29]。
  - 10月1日：従来、函館駅 - 釧路駅・網走駅間を運行していた「摩周」・「オホーツク」を特急「おおとり」（3D/4D）に再編[20][10][7][21][3]。キハ82系気動車12両編成（全車指定席、食堂車および一等車2両連結、基本編成の8 - 12号車は網走行、付属編成の1 - 7号車は釧路行）を使用し、食堂車は基本編成の網走発着編成ではなく、付属編成の釧路発着編成に連結された[31]。滝川駅で付属編成が分割併合していた[31]。この「おおとり」も「おおぞら」と同様に函館駅で青函3・4便に接続し、本州側で「はくつる」（3レ/4レ）と連携するダイヤで、通しの特急券も発売された[32]。
    - 残された「宗谷」は単独列車化され、8両編成に増結した上で小樽経由に改められた[30]。
- 1965年（昭和40年）10月1日：「おおぞら」および「おおとり」の基本編成と、食堂車を連結した付属編成の位置関係を逆にする。基本編成（旭川・網走編成）の乗客から食堂車が利用しずらいと苦情があったためで、この措置により食堂車がフル編成時に中央寄りに来ることになった[29]。また、「まりも」の運行系統を札幌駅で分割。「まりも」は札幌駅 - 釧路駅間の夜行急行列車となる[報道 2]。なお、昼行の函館駅 - 札幌駅間は「ていね」となる[19]。
- 1966年（昭和41年）
  - 3月5日：準急制度の改変により、「ぬさまい」・「ノサップ」を急行列車に格上げ[10]。
  - 9月30日：新狩勝トンネルを含む落合駅から新得駅までの新線が開業し、「おおぞら」ほか全列車がそちらを通るようになる。同日18時に旧線から新線への切り替えが行われ、旧線は廃止される。ただし、新線の開業により最急勾配は12 ‰に緩和されたが、距離は旧線よりも延びてしまい、所要時間の大幅短縮には至らなかった[28]。なお、新線の一番列車として下り特急「おおとり」、上り急行「狩勝」が通過した。
- 1967年（昭和42年）
  - 3月1日：「北海」の新設に伴ない「おおぞら」の旭川発着編成を分離。「おおぞら」は函館駅 - 釧路駅間（室蘭本線・千歳線経由）での運行となる[2][32]。
  - 10月1日：急行「十勝」に一等車を連結開始。
- 1968年（昭和43年）10月1日：ヨンサントオのダイヤ改正に伴い、昼行の急行「十勝」、夜行の急行「まりも」・「阿寒」をすべて急行「狩勝」に統合し、廃止[10][報道 2]。ただし、根室駅→函館駅間（函館本線・根室本線経由）運行の上り1本のみ「ニセコ3号」としたため、「狩勝」は下り3本・上り2本となる。
  - この「ニセコ3号」は今日に至るまで、定期気動車急行の運行距離としては最長記録となっている[33][注釈 5]。
- 1970年（昭和45年）10月1日：「おおとり」の釧路発着編成を分離し、「おおぞら」を1往復増発[7][31][3][28]。2往復体制となる。
- 1972年（昭和47年）3月15日
  - このときのダイヤ改正により、以下のように変更する。
    - 「北斗」1往復の運行区間を延長して「おおぞら」に編入。「おおぞら」は1往復増発して3往復となるが、増発した1往復には旭川発着編成を再度連結するようになる[32][34][28]。
    - 札幌発根室行きで運行していた急行「狩勝」（下り）2号を釧路行きに見直し。釧路発根室行きの「ノサップ」を増発。「ノサップ」は下り3本・上り2本となる。「ノサップ」下り1本にグリーン車を連結。

  - ダイヤ改正当日のこの日、御影駅付近を走行中の「おおぞら」1号（キハ82系13両編成[注釈 6]）で列車火災事故が発生、最後尾の車両（キハ82-12）が突然出火し、芽室駅で緊急停車して消火作業を行なった[35][注釈 7]。10号車から後方の車内は異臭が充満し、乗客は前方の車両に避難し、死傷者は出なかった。消防員による放水が行なわれたが、消火作業はかなり手間取った。鎮火後車両の処置について乗務員と帯広運転区が揉めたために時間を要したが、約70分後に運転を再開、そのまま帯広駅まで走行し、後ろ3両（11 - 13号車）を切り離して釧路駅まで運転を続けた。この事故で釧路駅到着が1時間25分遅れた[35]。事故車両は翌日に原因究明を行なうため、札幌に回送された。排気管周りが焼損しており、排気管の過熱が原因と見られている。なお、北海道では13日前の3月2日に函館本線で「おおぞら」1号の火災があったばかりで、ほかにも昨年9月に石北本線で「おおとり」、昨年10月に室蘭本線で「北斗」と、列車火災が相次いでいた[35]。当時は合理化を推し進めたころと重なり、度重なる事故に乗客らからは安全管理が疎かになっているのではないかと非難の声が上がった[35]。
- 1975年（昭和50年）7月18日：急行「狩勝」（下り）1号・（上り）2号の旭川駅 - 富良野駅間を普通列車に格下げ。
- 1976年（昭和51年）4月13日：特急「おおぞら」3号が同日15時30分頃脱線転覆する事故が発生した[36][37]。
- 1978年（昭和53年）10月2日：このときのダイヤ改正により、根室発函館行きの「ニセコ」（上り）2号を札幌駅で系統分離し、「狩勝」の上り1本増発。これに伴い、「狩勝」は夜行列車を含めた4往復体制となる。また、「おおぞら」のほか、「おおとり」や「北斗」に自由席を設定する[38]。また、号数が上りが偶数、下りが奇数となる。
- 1980年（昭和55年）
  - 2月10日：キハ183系気動車の試作車（900番台）12両が、函館運転所に新製配置されたことに伴ない、「おおぞら」5・4号に導入[注釈 8]。グリーン車1両を含んだ10両編成で、食堂車を連結したキハ82系と1日おきに隔日で運転された[39][注釈 9]。これによる運転時刻の変更はない[42]。タンチョウがあしらわれたヘッドマークも初お披露目され[43]、その後のキハ261系まで続く「おおぞら」とタンチョウとの関係も生まれた[注釈 10]。
    - 出発式は翌日の11日に「おおぞら」4号の発車の際に釧路駅にて挙行された[新聞 6]。

  - 10月1日：このときのダイヤ改正により、以下のように変更する。
    - 「おおぞら」のうち、5・4号は札幌駅 - 釧路駅間とし、3・2号の旭川発着編成を廃止。これ以降「おおぞら」の旭川駅への乗り入れはなくなる。
    - キハ183系気動車の量産車（0番台：基本番台車）42両が、函館運転所に新製配置されたことに伴ない、「おおぞら」のうち、3・2号にキハ183系気動車（基本番台車）を導入、グリーン車1両を含んだ10両編成で、食堂車を連結したキハ82系と隔日で運転された。キハ183系では食堂車が存在しないため5号車は欠車となり、増1号車を連結した普通車が1両多い10号車までとなっていた[42]。
    - 「狩勝」の旭川駅乗り入れ（富良野線経由）を終了。
    - 小樽駅 - 釧路駅間運行の夜行普通列車「からまつ」廃止に伴い、代替として夜行「狩勝」に普通車自由席を連結。
    - 帯広駅 - 釧路駅間運行の「ぬさまい」を廃止。

### 石勝線開業
- 1981年（昭和56年）10月1日：石勝線千歳空港駅（現在の南千歳駅） - 新得駅（上落合信号場）間開業[9][新聞 1]に伴うダイヤ改正により、以下のように変更。
  - 「おおぞら」は全列車を石勝線経由に変更し、1往復を除き札幌駅 - 釧路駅間の運行とする[2][41]。この経路変更に伴い、岩見沢駅・滝川駅・富良野駅への停車を取りやめる。所要時間も滝川駅経由と比べ、最大で1時間8分短縮され[41]、札幌駅 - 釧路駅間で初めての4時間台となる4時間59分で結んだ[新聞 5]。
    - 1往復がキハ183系気動車（基本番台車）10両編成[44]に置き換えられ、2往復がキハ183系、1往復がキハ82系による運転となる[28]。
    - 1往復は函館駅発着であったが、苫小牧駅 - 千歳空港駅 - 札幌駅 - 千歳空港駅 - 追分駅と停車し、千歳空港駅に重複して停車する珍しい列車となった。重複分の運賃や料金は、途中下車しない限り不要であった[41]。

  - 「狩勝」のうち、札幌駅 - 帯広駅間運行の列車と札幌駅 - 釧路駅間運行の夜行列車を石勝線経由に変更し、石勝線経由の急行を「まりも」に変更[10][報道 2]。これに伴い、「狩勝」は札幌駅 - 釧路駅間（滝川経由、上り1本は根室発）の2往復となる。
  - 「ノサップ」のうち1往復が廃止され、下り2本・上り1本に。また、同列車のグリーン車連結が終了。
- 1982年（昭和57年）11月15日：このときのダイヤ改正により、以下のように変更する。
  - キハ183系気動車の量産車37両が、札幌運転区に新製配置されたことに伴ない、「おおぞら」の残る1往復がキハ183系気動車（基本番台車）に置き換えられ、全列車がキハ183系に変更される[42][45]。同時に食堂車の営業も終了[44]。
  - 「まりも」の夜行列車に14系客車が導入される。
  - 「狩勝」の1往復に旭川駅発着列車（富良野線経由）を再び連結。ただし、富良野線内は普通列車とする。
- 1984年（昭和59年）
  - 2月1日：このときのダイヤ改正に伴い、以下のように変更する。
    - 「おおぞら」を札幌駅 - 釧路駅間で1往復増発。4往復体制となる[45]。
    - 根室発札幌行きで運行していた上り「狩勝」を釧路始発に見直し、根室発釧路行きの「ノサップ」を増発。「ノサップ」は2往復となる。これに伴い、定期列車としては根室本線全線を運行する優等列車は消滅する。
    - 「狩勝」の札幌駅 - 釧路駅間運行の1往復を札幌駅 - 帯広駅間に見直し、帯広駅 - 釧路駅を普通列車に格下げ。

  - 12月28日：札幌駅 - 新得駅間に2往復設定されている臨時急行「石勝スキー号」（1 - 4号）の内、12月15日より運転されている1往復（2・3号）を臨時特急に格上げし、翌年3月13日[46][注釈 11]まで毎日運転され、従来の臨時急行1往復（1・4号）と合わせて2往復体制とした。名前の通り主に本州などから来るスキー客を、千歳空港から交通不便な石勝高原地区（トマム）や新得などに送迎するのが主目的の列車であった[46]。同一愛称で複数の列車種別が設定され、同時運行された例は珍しい[46][注釈 12]。
    - 臨時特急「石勝スキー号」（2号：9044D・3号：9041D[46]）は、キハ82系7両を使用して運転され[注釈 13]、大型時刻表や道内時刻表に食堂車の記号が記されていないが[注釈 14]、食堂車も営業され、定期列車と同様のメニューが提供された[46]。一般利用できたのは7号車の普通車自由席のみで、グリーン車を含めた残りはパッケージツアー向けの予約席で、行先標には「団体専用」と表示された[46]。
      - この列車は成功をおさめ、その後のアルファコンチネンタルエクスプレスなどへと発展することとなった[46]。北海道のリゾート気動車の原点と言える。

    - なお、もう1往復の臨時急行「石勝スキー号」（1号：9601D・4号：9604D）はキハ56系（キハ56形・キハ27形）を使用して[46]翌年1月5日から主に休日に運転された。
- 1985年（昭和60年）
  - 3月14日：このときのダイヤ改正に伴い、以下のように変更する。
    - 「まりも」の昼行列車を特急に格上げして「おおぞら」に編入し、札幌駅 - 帯広駅間で2往復（3・11号、2・8号）増発。「おおぞら」は6往復体制となる。
      - 札幌駅 - 帯広駅間1往復（3・8号）でキハ82系の運用が復活する[44][28][47][40]。グリーン車を含む6両編成で食堂車は連結なし。ヘッドマークはキハ82系では初めての絵入りで、キハ183系と同様のデザインである[44]。北海1・4号の共通運用の為、間合い運用によるもの。
      - 札幌駅 - 釧路駅間4往復のうち、2往復（7・9号、4・6号）でキハ183系10両編成、2往復（1・5号、10・12号）でキハ183系7両編成（帯広発着1往復〈11・2号〉と共通運用）で運転される[44]。
      - 札幌駅 − 帯広駅間の便に十勝清水駅と芽室駅が停車駅に追加。また、新たに白糠駅も停車駅に追加[44]。
      - 函館駅発着の便に伊達紋別駅が停車駅に追加。

    - 帯広発釧路行きの快速列車として「ぬさまい」が運転を開始。

  - 6月1日：石勝線の上落合信号場以西[48]の最高速度を100 km/hから道内初となる110 km/hに引き上げられ[49]、「おおぞら」の110 km/h運転を開始、これにより所要時間が5分程度短縮される[44][42]。石勝線の110 km/h運転を記念した札幌駅の入場券も発売された[50][注釈 15]。なお、石勝線の上落合信号場 - 新得駅間は100 km/hのままである。
- 1986年（昭和61年）
  - 3月3日：「ホワイトアロー」の運転開始に合わせて千歳空港駅 - 札幌駅間が従来の100 km/hから120 km/h（ただし「おおぞら」は使用車両の関係で110 km/h運転）に引き上げられる[51]。
  - 11月1日：国鉄最後のダイヤ改正に伴い、以下のように変更する。
    - 「おおぞら」を札幌駅 - 釧路駅間で1往復増発。札幌駅 - 帯広駅間の1往復を釧路駅発着に延長する。函館駅発着を廃止し、札幌駅発着に統一する[2][3][44][52]。この時点で「おおぞら」7往復となり、再び全列車がキハ183系で運行されるようになる。
      - 「おおぞら」の3往復（7・9・11号、4・6・8号）はハイデッカーグリーン車を連結した改良型キハ183系（N183系）で運転された[44]。このハイデッカーグリーン車は当時「おおぞら」に優先的に連結された。
        - 浦幌駅が停車駅に追加（4・7号）され、1往復（6・9号）が千歳空港駅と帯広駅のみに停車する速達便が新設[44]。
        - 「おおぞら」6号の発車の際に釧路駅にて出発式が挙行された[新聞 6]。同列車は池田駅、新得駅、石勝高原駅は通過で、釧路駅 - 札幌駅間を4時間25分（表定速度：78.9 km/h）で走破する最速達便である[44][29]。

      - 「おおぞら」の1往復（3・12号）はハイデッカーグリーン車を連結したキハ183系（基本番台車）で運転された[44]。残り3往復（1・5・13号、2・10・14号）は通常のキロ182を連結したキハ183系（基本番台車）で運転された。

    - 「狩勝」1往復が旭川駅・滝川駅 - 帯広駅間（富良野線経由）の快速「十勝」に格下げされ、廃止。「狩勝」は札幌駅 - 釧路駅間運行の1往復（帯広駅 - 釧路駅間は普通列車）のみとなる。なお、「狩勝」の停車駅だった幕別駅・豊頃駅は特急急行の通過駅となる。
    - 急行「ノサップ」1往復廃止され、1往復のみに。当時の使用車両はキハ53系。

### 北海道旅客鉄道発足
- 1987年（昭和62年）
  - 4月1日：国鉄分割民営化に伴い、北海道旅客鉄道（JR北海道）による運行に移行。
  - 月日不詳：グリーン車に禁煙席を設置[報道 15]。
- 1988年（昭和63年）3月13日：速達便（6・9号）の停車駅に新得駅が追加され[53]、全列車が停車するようになる。また、一部列車が芽室駅に追加停車する。
- 1989年（平成元年）
  - 3月11日：この時のダイヤ改正により「おおぞら」の7往復体制は維持されたが、車両の運用が変更されたことにより、特にグリーン車のグレードに格差が生じた[54]。
    - 1往復（6・9号）はハイデッカーグリーン車を連結した改良型キハ183系（N183系）7両で運転された。
    - 1往復（3・12号）は日によってハイデッカーグリーン車、またはオリジナルのキロ182を連結したキハ183系6両で運転された。
    - 2往復（7・11号、4・8号）はハイグレードグリーン車[注釈 16]を連結したキハ183系8両で運転された[55][54]。
    - 残り3往復（1・5・13号、2・10・14号）はオリジナルのキロ182を連結したキハ183系7両で運転された。

  - 5月1日：急行「ノサップ」が快速列車に格下げされ廃止。これに伴い、釧路駅 - 根室駅間から特別料金が必要な列車が消滅。
- 1990年（平成2年）9月1日：以下のように変更する。
  - 「おおぞら」のうち、帯広駅発着の列車1往復を「とかち」として分離[10]。さらに4往復新設し5往復体制とする[48][56]。これにより「おおぞら」は6往復体制となる[29]。「とかち」の使用車両はキハ183系気動車（基本番台）の5両編成[56]でグリーン車の連結なし。また、「おおぞら」のキロ182形500番台（ハイデッカーグリーン車）の使用を中止し[注釈 17]、ハイグレードグリーン車[注釈 16]を使用した6両編成で統一された[29]。
  - 急行「狩勝」が快速列車に格下げされ、廃止[10]。同時に名前が「とかち」と重複する快速「十勝」を「狩勝」に改称・統合し[56]、快速「狩勝」は滝川駅・旭川駅 - 帯広駅間の運行となる。（以降は狩勝 (列車)を参照）。
- 1991年（平成3年）7月27日：「とかち」の全列車に2階建車両「キサロハ182形」を連結し、グリーン車および2人用普通個室の営業を開始、普通車も785系と同型のシートや床板を「キサロハ182形」に合わせるなど、内装更新された6両編成とした。従来の「とかち」と区別するため、列車名を「スーパーとかち」に変更[57][10][48][注釈 18]。定期気動車列車では初かつ唯一の2階建車両を連結する列車であった[57]。なお、車両運用の都合により、前日の7月26日の「とかち」7・9号に「キサロハ182形」が連結された[57]。
  - 付随車を連結するため、当初高出力のキハ182形550番台2両を含む6両編成で運行された。のちに同車の他列車転用に伴い、キハ183形0番台およびキハ182形0番台を出力増強改造し、200番台として充当した。
- 1993年（平成5年）
  - 1月15日：20時6分ごろ釧路沖地震が発生したため、根室本線の一部が不通となった[58]。「おおぞら」は快速列車扱いとなり、1月16日より釧路駅で90分程度の早発・延着となる暫定ダイヤが組まれ、帯広駅 - 釧路駅間で徐行あるいは部分運休しながら運転を再開した[58]。「スーパーとかち」は一部徐行区間はあるが、1月17日より概ね通常ダイヤであった。徐行区間が短縮されたため、2月1日より快速列車扱いを取りやめ、一部で徐行区間が残りつつも平常ダイヤに復帰。
  - 3月18日：このときのダイヤ改正により、夜行急行「まりも」が「おおぞら」13・14号に編入される[2][10][59][報道 2]。
    - この夜行の「おおぞら」はキハ183系普通車4両（うち自由席1両）＋B寝台車2両（スハネフ14形＋オハネ14形）編成で、グリーン車を連結する昼行の「おおぞら」の編成とは異なる[18][注釈 19]。停車駅は「まりも」の停車駅が引き継がれた[59]。最高速度はB寝台車に合わせて95 km/hに引き下げられた[注釈 20]。「まりも」時代に連結されていた「ドリームカー」に相当する車両の連結はない[18]。女性専用席のほか、道内初となる女性専用寝台（3号車の一部）も新設された。
- 1994年（平成6年）
  - 2月22日：西新得信号場 - 広内信号場間（石勝線と根室本線の重複区間）を走行中の特急「おおぞら」10号が強風にあおられて脱線転覆し、28名が負傷する事故（特急おおぞら脱線転覆事故）が発生[新聞 7][新聞 8][新聞 9]。
  - 8月1日 : 8月21日までの期間限定で2号が幕別駅に臨時停車を開始 [61]。
  - 9月27日：キハ82系を使用したさよなら団体列車「さよならキハ80『6変化の旅』」を運転、「おおぞら」のヘッドマークを揚げて札幌駅から富良野経由で釧路駅、さらに「おおぞら」の本来の経路ではない釧網本線に入り、川湯温泉駅まで延長運転された[62][47]。釧網本線内は速度種別「通気F1」で走行した[47]。
- 1995年（平成7年）
  - 7月2日：石勝線の高速化工事が行なわれた際に、同線を通る夜行列車「おおぞら」14号は旧来の滝川経由で同日から10月8日まで（計17日間[注釈 21]）迂回運転する[63]。時刻は新得駅発までは所定時刻だが、札幌駅到着時刻は変更され、12分延長の6時12分着となった。迂回区間の途中停車駅は滝川駅〈5時5分発〉・岩見沢駅〈5時38分発〉で、富良野駅は通過。運賃は滝川駅・岩見沢駅からの利用の場合を除き、石勝線経由で計算された[注釈 22]。
  - 12月23日：「おおぞら」3・10号に子供向けフリースペースの「ちゃいるどさろん」（増1号車）を同日から翌年1月21日まで（計17日間[注釈 23]）連結する[64]。
- 1996年（平成8年）
  - 3月16日：ダイヤ改正により「おおぞら」12・13・14号が新札幌駅に停車するようになる[65]。
  - 11月23日：帯広駅付近の連続立体交差事業の際に線路切替え工事が実施され、「おおぞら」13・14号が運休となる[66]。その代替として臨時列車「おおぞら」83・84号が1往復運転される[66]。下りは札幌駅発は所定時刻で釧路駅到着は9時21分、上りは工事着手前に現場を通過するため、釧路駅発20時48分と大幅に繰り上げられ、札幌駅到着は所定時刻であった。上下とも途中新得駅で長時間停車し、時間調整が行なわれた。
  - 12月21日：「おおぞら」3・10号に小学校3年生までを利用対象とした「ちゃいるどさろん」を、同日から同月26日、および翌年1月13日から同月19日まで（計13日間）連結する[45]。

### 特急「スーパーおおぞら」の運転開始
- 1997年（平成9年）3月22日
  - キハ283系気動車（速度種別：特通気A41）を導入し、この車両で運行される列車を「スーパーおおぞら」として運転開始[9]。「スーパーおおぞら」3往復（1・2・5・8・11・12号）・「おおぞら」4往復（うち夜行列車1往復）の体制となる。
    - 「スーパーおおぞら」の札幌駅・新得駅間、および根室本線の一部区間で最高速度130 km/h[注釈 26]に引き上げられ、所要時間を最速達列車で45分短縮され[70]、札幌駅 - 釧路駅間を3時間40分台（表定速度：95.0 km/h）で結ぶようになった。石勝線の上り12 ‰連続勾配における均衡速度は130 km/h[67]であり、この数字は海峡線を走行する4M2Tの485系はつかり（上り12 ‰の均衡速度115 km/h）をも凌駕した[71][注釈 27]。
    - 従来の「おおぞら」も車両のリフレッシュが実施され、昼行列車は札幌駅 - 釧路駅間の全区間で最高速度110 km/h運転が可能になり[69][注釈 28]、所要時間を平均19分短縮する[70]。ヘッドマークもデザインが変更され、タンチョウをあしらった絵は従来通りだが、愛称名が平仮名表記の「おおぞら」からアルファベット表記の「OZORA」となる。

  - 札幌駅 - 帯広駅間に1往復増発し、通常6往復体制、冬季は季節列車「スーパーとかち81・82号」を1往復増発し、7往復体制となる[70]。2階建車両を連結する列車4往復を「スーパーとかち」、改良型キハ183系（N・NN183系）の編成による、2階建車両を連結しない列車2往復を「とかち」とする[70]。
    - キロ182形500番台（ハイデッカーグリーン車）は「おおぞら」と「とかち」の分離以来の石勝線復帰。使用車両は「おおぞら」は釧路方がキハ183形1500・1550番台、札幌方がキハ183形500番台、中間車0番台、「スーパーとかち」は両端キハ183形200番台、中間車キサロハ182形と0・200番台、「とかち」は両端キハ183形1500・1550番台、中間車が500番台。

  - キハ183系で運行される「おおぞら」・「スーパーとかち」のグリーン車に喫煙コーナーを設置し[注釈 29]、北海道内の全てのグリーン車を全席禁煙化[70]。
  - 夜行の「おおぞら」13・14号に加え、「スーパーおおぞら」の2本（1・12号）、および「とかち」の2本（1・12号）が新札幌駅に停車するようになる[73][70]。
- 1998年（平成10年）
  - 4月11日：快速「ぬさまい」廃止。
  - 12月8日：「おおぞら」1往復（4・9号）を「スーパーおおぞら」に変更[74]、「スーパーおおぞら」は4往復体制となる[31]。所要時間の更なる短縮が図られ、特に4号は札幌駅 - 釧路駅間を3時間30分台となる3時間32分（表定速度：98.6 km/h）で結ぶようになった[注釈 30]。
- 2000年（平成12年）3月11日：ダイヤ改正により、以下のように変更。
  - すべての「おおぞら」・「スーパーおおぞら」、「とかち」・「スーパーとかち」が新札幌駅に停車するようになる[報道 16]。
  - 「とかち」1往復にキハ283系を投入し、列車名を「スーパーとかち」に変更。
  - キハ183系2階建車両連結車を含めて、すべて「とかち」に統一。
  - 2往復に減ったキハ183系「おおぞら」に、キサロハ182形を連結。2階建車両連結「とかち」とともに釧路方がキハ183形200番台、札幌方が500番台となった。
- 2001年（平成13年）
  - 1月15日：夜行特急「おおぞら」1往復（13・14号）の寝台料金を冬期間限定で大幅に値下げ[報道 17]。
  - 7月1日：この時のダイヤ改正により、以下のとおり変更[報道 1]。
    - 「おおぞら」の昼行全列車が「スーパーおおぞら」に統一され、全列車3時間台で運転されるようになる[2]。
    - 白糠駅停車列車を5往復に増やし、「スーパーおおぞら」1往復（9・10号）を新たに停車させる。
    - 「スーパーとかち」（基本編成5両）を2往復に増発。「とかち」は4往復になり、2階建車両の全列車連結を終了。使用車両は帯広方がキハ183形200番台、札幌方が1500・1550番台または500番台、中間車は混用。
    - 「スーパーおおぞら」、「スーパーとかち」の全列車で文字放送サービスを開始。
    - 夜行便の「おおぞら」13・14号を「まりも」に変更[2][10][報道 2]。
- 2004年（平成16年）12月29日 - 12月31日、2005年（平成17年）1月2日 - 1月4日・8月13日 - 8月15日：特急「とかち」・「スーパーとかち」に接続して帯広駅 - 釧路駅間を運行する臨時特急「リレーとかち」を運転[報道 18][75]。
- 2006年（平成18年）
  - 3月18日：「スーパーおおぞら」、「とかち」・「スーパーとかち」が全車禁煙化[報道 15][報道 19]。
  - 12月17日：「スーパーおおぞら」、「スーパーとかち」用のキハ283系にグレードアップ指定席を導入開始。2008年（平成20年）3月までに完了[報道 20]。
- 2007年（平成19年）10月1日：ダイヤ改正により、次のように変更[報道 21]。
  - 札幌駅 - 帯広駅間の「スーパーとかち」7号・「とかち」4号を釧路駅発着に延長し、「スーパーおおぞら」を1往復増発。
  - 「スーパーおおぞら」の釧路発札幌行き始発を7時台から6時台に、札幌行き最終を18時台から19時台に変更。
  - 「スーパーおおぞら」およびキハ283系による「スーパーとかち」の基本編成を7両化。
  - 「とかち」の一部にキハ261系気動車（1000番台）を投入し、「スーパーとかち」とする。「とかち」系統はキハ261系による「スーパーとかち」2往復、キハ283系による「スーパーとかち」1往復 、キハ183系による「とかち」2往復の構成となる。
  - 「スーパーとかち」の札幌発の終発を19時台から20時台に繰り下げ。
  - キハ183系「とかち」は基本的に改良型のN183系、NN183系での運用となる。これにより「とかち」の最高速度は110 km/hから120 km/hに引き上げられ、一部列車で所要時間の短縮が図られた。
  - 「まりも」は、週末や繁忙期などにのみ運転される臨時列車に格下げ[報道 2]。
- 2008年（平成20年）8月31日：「まりも」が同日発車列車を最後に廃止。これに伴い、道内のみ運行する定期夜行列車は消滅[10][報道 2][報道 3][報道 4]。
- 2009年（平成21年）
  - 2月16日：20時14分「スーパーおおぞら」12号が札幌駅に到着した際、7号車の4軸目から異臭が発生。ブレーキ部品の脱落等が確認された[報道 22]。
  - 4月：「スーパーとかち」用のキハ261系にグレードアップ指定席を導入開始。同年秋までに完了[報道 23]。
  - 9月30日：3号車に設置されていたテレホンカード式公衆電話が廃止[報道 24]。
  - 10月1日：ダイヤ改正により、以下のように変更[報道 25]。
    - 「スーパーとかち」と「スーパーおおぞら」2・13号の基本編成が6両となる。「スーパーおおぞら」13号の運転時刻を繰り上げる。
    - 「とかち」として残っていた2往復（下り3・9号、上り2・6号）にキハ261系が追加投入され、列車名を「スーパーとかち」に統一。キハ183系の定期列車での運転を終了。
    - キハ261系の普通車指定席にグレードアップ座席を投入完了。

  - 11月14日：特急「スーパーとかち」2号が柏林台駅 - 西帯広駅間を走行中、5号車床下の発電機に動力を伝える推進軸が脱落し、損傷したエンジンが停止する事象が発生[報道 26]。列車は十勝清水駅で運転打ち切りとなり、乗客は後続の「スーパーおおぞら」2号に乗り換えた。
  - 12月17日：車両に付着した雪や氷が走行中に落下してバラスト（線路の砕石）が飛散する現象を防止するため、南千歳駅 - 札幌駅間で減速運転（最高速度120 km/h）を開始[報道 27][報道 28]。2010年（平成22年）4月9日に解除[報道 29]。
- 2010年（平成22年）
  - 10月：「スーパーおおぞら」3往復（1・7・9号、上り6・8・14号）の基本編成が6両に戻される[注釈 31]。
  - 10月10日：「スーパーとかち」のうちキハ261系使用列車について、基本編成を5両編成から4両編成に変更。自由席も1両に減少。
  - 12月16日：車両に付着した雪や氷が走行中に落下してバラストが飛散する現象を防止するため、南千歳駅 - 札幌駅間で減速運転（最高速度120 km/h）を開始[報道 30][報道 31]。2011年（平成23年）4月6日に解除[報道 32]。

### 多発するトラブルと利便性より安全重視の体制へ
- 2011年（平成23年）
  - 5月27日：「スーパーおおぞら」14号が、清風山信号場内で脱線・炎上し、乗客と乗務員あわせて39人が負傷する事故（石勝線特急列車脱線火災事故）が発生[報道 10][報道 11][新聞 2][新聞 3]。
  - 6月12日：11時50分頃、釧路発札幌行き特急「スーパーおおぞら」6号の自動列車停止装置(ATS)が南千歳駅手前で作動し、動けなくなった。運転士が再出発させたところ、再びATSが作動して停車したため、ATSのスイッチを切って徐行し、同駅に到着後に運転打ち切り[新聞 10]。
  - 7月21日：5月の事故の影響で、キハ283系の機材繰りがつかなくなったため、2013年10月31日までの間、「スーパーおおぞら」1往復（2・13号）と「スーパーとかち」1往復（5・8号）の編成が、繁忙期をのぞいてグリーン車なしの5両編成に変更される。また、これ以外の列車についても当面の間、バリアフリー対応設備車両を連結しない編成で運行した[報道 33]。
  - 10月20日：「スーパーおおぞら」・「スーパーとかち」用のキハ283系にて、グリーン車の座席改装を開始。2013年（平成25年）3月までに完了。この改装に伴い、グリーン車で実施されていたオーディオサービスは10月31日で終了[報道 34]。
  - 12月13日：車両に付着した雪や氷が走行中に落下してバラストが飛散する現象を防止するため、南千歳駅 - 札幌駅間の駅構内で減速運転（最高速度120 km/h）を開始[報道 35][報道 36]。
  - 12月28日 - 12月31日：札幌駅 - 釧路駅間で全車指定席の臨時特急「おおぞら」81号をキハ183系5100番台「クリスタルエクスプレス トマム & サホロ」で運行[報道 37]。
- 2012年（平成24年）
  - 1月2日 - 1月4日：釧路駅 - 札幌駅間で全車指定席の臨時特急「おおぞら」82号をキハ183系5100番台「クリスタルエクスプレス トマム & サホロ」で運行[報道 37]。
  - 1月6日：15時30分ごろ新得駅に停車中の特急「スーパーとかち」[注釈 32]において、屋根上にバラストが乗っているのが確認される[報道 38]。車両に付着した雪や氷が走行中に落下したことで、飛散したバラストがトンネル擁壁で跳ね返り、屋根に乗ったものと思われる[報道 38]。
  - 1月9日 - 10月13日：1月6日の事象を受け、「スーパーとかち」・「スーパーおおぞら」全列車において、南千歳駅 - 帯広駅・釧路駅間の単線トンネル内で減速運転（最高速度100 km/h）を実施[報道 38][報道 39]。この影響で、定刻ダイヤから10 - 20分程度の遅延が生じた。10月14日に減速運転が解除されたが、減速運転が長引いたのは乗客から「乗り心地が悪い」との指摘を受け、線路整備や状態確認を行なったためであった[報道 39]。
  - 2月16日：石勝線の東追分駅構内で、ブレーキが利かなくなった貨物列車が安全側線に乗り上げて脱線する事故が発生（詳細は日本の鉄道事故 (2000年以降)#石勝線貨物列車脱線事故（2012年）を参照）[78]。札幌駅 - 新夕張駅間でバス代行が行なわれた。19日午後より運転を再開し、20日より平常ダイヤに復帰[新聞 11]。
  - 2月26日：石勝線の東追分駅（現・東追分信号場）で札幌発釧路行き「スーパーおおぞら」13号の5号車で白煙が送風口から客室内に入るトラブルが発生。列車は川端駅で運転が打ち切られ、バス代行が行なわれた。配電盤にあるエアコンの送風機の端子が劣化して破損、送風が止まったことで暖房ヒーターがオーバーヒートして発煙したことが原因。このトラブルの後、同型車両のスイッチをすべて交換[報道 40][新聞 12]。
  - 9月21日：8時35分頃、トマム駅付近を走行中の札幌発釧路行き「スーパーおおぞら」1号の運転士が、運転席から発煙しているのを発見。客席にも煙が入り、1号車の乗客を2号車に避難させ、停車したトマム駅で前照灯のスイッチを切ったところ煙は止まり、同駅にて運転打ち切り。乗客は後続列車に乗り換えた。前照灯の電気配線のショートが原因[新聞 13]。
    - この影響で、「スーパーとかち」5･8号、「スーパーおおぞら」13号はキハ183系6両（基本番台車、グリーン車なし）で代走され、40分程度の遅延が生じた。翌日も「スーパーおおぞら」2号、「スーパーとかち」5･8号は同編成で代走された[新聞 14]。

  - 12月1日：同日から2013年（平成25年）3月31日まで、特急「スーパーとかち」のうち、キハ261系充当列車の車内販売を一時休止[報道 41]。
  - 12月3日：車両に付着した雪や氷が走行中に落下してバラストが飛散する現象を防止するため、南千歳駅 - 札幌駅間で減速運転（最高速度120 km/h）を開始[報道 42][報道 43]。2013年（平成25年）4月15日に解除[報道 44]。
- 2013年（平成25年）
  - 1月7日：豊常信号所 - 上厚内駅間を走行中の「スーパーおおぞら」13号の5号車の4つあるドアのひとつ（進行方向前寄り右側）が開くトラブルが発生[79]。他のドアに異常は見られなかった。ドアを施錠して見張り員を配置し、釧路駅まで運転を続けた。何らかの手違いにより除湿装置をバイパスするコック[注釈 33]が操作されたことで、ドアを開閉させる圧縮空気の配管に湿った空気が入り込み、配管内で凝結したドレン水が氷結して、徐々に詰まらせたのが原因[79]。
  - 4月30日：「スーパーおおぞら」4号が車両不具合により浦幌駅で運転打ち切り。この影響で「スーパーおおぞら」5・12号はキハ183系7両（基本番台車、グリーン車あり）で代走された[新聞 15]。
  - 6月11日：「スーパーおおぞら」9号で潤滑油が漏れるトラブルが発生[78]。
  - 7月15日：上野幌 - 北広島駅間を走行中の「スーパーおおぞら」3号の3号車配電盤から出火するトラブルが発生[報道 45][報道 46]。乗客は西の里信号所で下車し、臨時停車したエアポート91号で引き返した。配電盤内の配線の端子を取り付けるビスが緩んだことで接触不良を起こしてスパークし、焼損を引き起こしたことが原因[報道 46]。
  - 7月17日 - 7月18日：15日に発生したトラブルに伴う車両変更により「スーパーおおぞら」の一部列車が運休[報道 47]。
  - 7月18日 - 8月31日：15日に発生したトラブルにより当核列車の調査・修繕に時間を要するため、車両の使用を見合わせ。この影響で、7月31日まで札幌発釧路行きの「スーパーおおぞら」5号・11号と釧路発札幌行きの「スーパーおおぞら」4号・10号が運休[報道 48]。
  - 7月22日：根室本線の平野川信号場で停車していた札幌発帯広行き「スーパーとかち」1号の、3号車のエンジン付近から白煙が上がり、潤滑油とみられる油が漏れ出るトラブルが発生[報道 49]。乗客は当信号場で下車し、バス代行が行なわれた。原因はナットの緩みに起因するエンジン内部の排気弁の破損[新聞 16][新聞 17][78]。
  - 8月1日 - 10月31日：札幌発釧路行きの「スーパーおおぞら」11号に代わり「スーパーおおぞら」9号が運休。また、釧路発札幌行きの「スーパーおおぞら」4号の運休に伴い「スーパーおおぞら」6号が白糠駅・浦幌駅・トマム駅に臨時停車[報道 50]。当初8月31日までの予定だったが、10月31日まで継続となった[報道 51][報道 52][報道 53][報道 54]。
  - 11月1日：ダイヤ変更により以下のように変更[報道 12][報道 13]。
    - 「スーパーおおぞら」の1往復を減便（札幌発釧路行きの「スーパーおおぞら」13号と釧路発札幌行きの「スーパーおおぞら」14号の運行を取りやめ）。
    - 一部列車で実施されていたグリーン車・バリアフリー対応設備車両の非連結を解消。
    - 「スーパーおおぞら」の最高速度が110 km/hに引き下げられ、所要時間も4時間以上に長くなったが、最速達列車3時間台は辛うじて維持された。なお、当初はダイヤ修正により、「スーパーとかち」も最高速度を120 km/hに引き下げる予定であったが、最終的には見送られている[報道 55]。鉄道事業者が安全優先を理由に減速を行うのは、極めて異例の措置である[新聞 18][新聞 19]。
    - キハ283系が「スーパーとかち」の運用から撤退し、全列車がキハ261系での運行となる。また、同日より基本編成が5両に戻された。ただし2010年以前と異なり自由席は1両のみの連結。
- 2014年（平成26年）
  - 3月15日：ダイヤ改正により、「スーパーおおぞら」・「スーパーとかち」の運転時刻を若干変更[報道 56]。
  - 8月30日：ダイヤ改正により、以下のとおり変更[報道 57]。
    - 釧路発札幌行きの「スーパーおおぞら」2号の時刻を7時台から6時台に繰り上げ、札幌発釧路行きの9号の時刻を16時台から17時台に繰り下げる。さらに、12号の所要時間を約10分短縮する。
    - 「スーパーおおぞら」12号が追分駅・新夕張駅・占冠駅・十勝清水駅・芽室駅を通過し、2号が占冠駅・十勝清水駅・芽室駅に停車するようになる。
    - 「スーパーおおぞら」2号から「スーパー北斗」8号、「スーパーおおぞら」12号から「スーパーカムイ」45号へ接続できるようになる。
    - 「スーパーとかち」の最高時速を120 km/hに引き下げ、キハ261系の車体傾斜装置の使用を停止する[新聞 20]。
- 2015年（平成27年）4月1日：「スーパーおおぞら」2往復（下り1・11号、上り2・12号）および「スーパーとかち」の車内販売を廃止[報道 58]。
- 2016年（平成28年）
  - 3月26日：「スーパーおおぞら」4往復（下り3・5・7・9号、上り4・6・8・10号）のグリーン車サービスを終了。車内販売については継続[報道 59]。
  - 8月31日：台風10号による降雨災害の影響で、石勝線・根室本線が不通となったため、この日より特急「スーパーおおぞら」・「スーパーとかち」が全列車・全区間運休[報道 60][新聞 21][新聞 22]。
  - 9月8日：特急「スーパーおおぞら」・「スーパーとかち」の代替として、札幌駅 - トマム駅間に臨時特急（愛称なし）3往復、トマム駅 - 帯広駅間に代行バス3往復、帯広駅 - 釧路駅間に臨時快速（愛称なし）3往復の運転を開始[報道 61][新聞 23][新聞 24][新聞 25][新聞 26]。
  - 10月1日：特急「スーパーとかち」の代替として、追加設定でトマム駅 - 新得駅間も代行バスを設定する。途中、十勝清水駅に停車する[報道 62][新聞 27]。
  - 12月22日：石勝線・根室本線の（トマム駅 - ）上落合信号場 - 芽室駅間での復旧作業が完了し、特急「スーパーおおぞら」・「スーパーとかち」が運転を再開[報道 63][新聞 28][新聞 29][新聞 30][新聞 31][新聞 32]。
    - 運転再開に伴い、2017年（平成29年）1月5日から2月28日にかけて、往復JRと宿泊がセットになった特別価格の旅行商品が発売されたほか、「スーパーおおぞら」・「スーパーとかち」の利用者を対象としたキャンペーンが実施された[報道 64]。
- 2017年（平成29年）3月4日：「スーパーおおぞら」全列車の車内販売を終了[報道 65][新聞 33][注釈 34]。
- 2018年（平成30年）
  - 3月17日：ダイヤ改正により、以下のように変更。
    - 「スーパーとかち」1・4号、「スーパーおおぞら」3・4号におけるトマム駅 - 帯広駅の運転時刻を見直し[報道 67]。
    - 「スーパーとかち」の基本組成を再度4両に減車[80]。

  - 9月6日：北海道胆振東部地震発生。石勝線の南千歳駅 - 追分駅間などで軌道の変位が随所で見つかり、不通となった同線を含むJR北海道全線の全列車が運転見合わせとなった。前日には台風21号も襲来し[新聞 35]、地震がさらに追い打ちをかけた形となった。
    - 9月13日は札幌駅 - 新夕張駅間でバス代行が行なわれ、それに連絡する釧路駅までの臨時列車が2往復運転された[報道 68]。
    - 石勝線が復旧し9月14日に優等列車の運行を再開[新聞 36]、但し南千歳駅 - 追分駅間の徐行運転は10月24日まで継続された[報道 69]。
- 2019年（平成31年）3月16日：ダイヤ改正で以下のように変更[報道 70]。
  - 「スーパーおおぞら」4号のトマム駅臨時停車を通年で停車駅とする。これにより、「スーパーおおぞら」・「スーパーとかち」全列車がトマム駅に停車。
  - 「スーパーおおぞら」1・7・8号が追分駅と新夕張駅に停車。

### 新型コロナによる減便とその終息後からの動き
- 2020年（令和2年）
  - 3月14日：ダイヤ改正で以下のように変更[報道 71]。
    - 「スーパーおおぞら」を「おおぞら」に、「スーパーとかち」を「とかち」に改称。
    - 「おおぞら」2・3・5・8・10・11号をキハ261系での運行に変更。

  - 3月23日 - 4月23日：新型コロナウイルス感染症（COVID-19、以下COVID-19と表記）の影響により、以下の措置を実施[報道 72][報道 73]。
    - 「とかち」1・2・9・10号を運休。
    - 「おおぞら」の自由席を1両にし、5両編成で運転。

  - 3月31日：JR北海道が、COVID-19の影響による上記の運休および減車の措置を、同年5月6日まで継続することを発表[報道 74]。
  - 4月15日：JR北海道が、COVID-19の影響により、以下の措置を実施・継続することを発表[報道 75]。
    - 「とかち」上下各2本（1・2・9・10号）の運休を同年5月31日まで継続。また、同年5月16日より、「とかち」4・5号を追加運休。
    - 同年5月16日より、「おおぞら」の自由席を2両に変更（5両編成での運転は継続）。

  - 5月20日：JR北海道が、COVID-19の影響により、以下の措置を実施・継続することを発表[報道 76]。
    - 「とかち」上下各3本（1・2・4・5・9・10号）の運休、および「おおぞら」の減車を当面の間継続。
    - 同年6月14日より、「おおぞら」上下各3本（2・3・5・8・10・11号）を4両編成に減車。

  - 6月10日：JR北海道が、同年5月25日の国の「緊急事態宣言」解除以降、ビジネス利用を中心に利用が回復傾向であること、「3密状態」を回避することを理由に、同年7月1日より、「とかち」上下各3本（1・2・4・5・9・10号）を運転再開することを発表[報道 77]。
  - 10月14日：JR北海道が、COVID-19の影響で、2021年春に、「おおぞら」全便の基本組成を現行の6両から5両への減車を検討していることを発表[報道 78]。
  - 10月31日・11月1日：北海道鉄道140年記念として、キハ261系5000番台「はまなす編成」が、「おおぞら」上下各1本（3・8号）の運用に充当[報道 7][報道 8][報道 9]。
- 2021年（令和3年）
  - 2月4日：JR北海道が、COVID-19の影響による利用者減少を理由に、同年3月1日より、上下各3本（2・3・5・8・10・11号）を5両編成に減車して運行することを発表[報道 79]。
  - 3月13日：ダイヤ改正により、「おおぞら」全便に対して、以下の措置を実施[報道 80][報道 81]。
    - 指定席を1両減車し、5両編成で運転。
    - キハ283系のグリーン車を3号車から2号車に変更。

  - 4月6日：この日より、「はまなす」編成を隔日で「とかち」上下各1本（4・9号）の運用に充当[報道 82]。
  - 5月29日・5月30日：北海道推進のキャッチコピー「HOKKAIDO LOVE!」を掲げて、キハ261系5000番台「ラベンダー編成」が「おおぞら」上下各1本（3・8号）の運用に充当され、「HOKKAIDO LOVE! おおぞら」3・8号として運転される[報道 83][報道 84]。
- 2022年（令和4年）3月12日：ダイヤ改正により、「おおぞら」をキハ261系による運転に統一[報道 5][報道 6]。また「おおぞら」で閑散期（4月・5月・10月・11月の平日等）の自由席を1両に削減。
- 2024年（令和6年）
  - 3月16日：ダイヤ改正により、「おおぞら」「とかち」ともに全車指定席化。新夕張駅 - 新得駅間において乗車券のみで乗車できる特例について、対象座席が普通車自由席から普通車指定席の空席（満席の場合は立席）に変更[報道 85][報道 86]。また「おおぞら4号」の所要時間を短縮し、札幌駅 - 釧路駅間の最速列車となる（3時間57分）。
  - 8月31日：台風10号と前線の影響で大気が不安定となり、局地的降雨が発生。川端駅 - 新夕張駅間で線路内に土砂等が流入するとともに道床の一部が流出。「とかち」2号が占冠駅で約7時間足止め後、運転取り止めとなり、9月3日まで全列車運休となる[81][82][83]。
- 2025年（令和7年）
  - 2月4日：急速に発達した低気圧の影響により、十勝地方を中心に記録的降雪が発生。2月5日まで全列車、2月7日まで「とかち」の一部列車が運休となる[84][85][86]。
  - 3月15日：ダイヤ改正。
    - 「おおぞら7号」について、追分駅、新夕張駅、池田駅、白糠駅を通過に変更。札幌駅 - 帯広駅間の所要時間は25分短縮で2時間21分、札幌駅 - 釧路駅間の所要時間は31分短縮で3時間54分となり、いずれの区間でも最速達列車となる。
    - 「おおぞら5号」が追分駅、新夕張駅に停車するようになる。
    - 「おおぞら12号」「とかち9号」のトマム駅停車を取りやめ。

## 商標
「おおぞら」「スーパーとかち」は、北海道旅客鉄道が商標として登録している。
| 登録項目等 | 内容等                   |
| ---------- | ------------------------ |
| 商標       | おおぞら                 |
| 称呼       | オオゾラ，オーゾラ       |
| 出願番号   | 商願平04-270853          |
| 出願日     | 1992年(平成4年)9月29日   |
| 登録番号   | 第3021043号              |
| 登録日     | 1995年(平成7年)1月31日   |
| 権利者     | 北海道旅客鉄道株式会社   |
| 役務等区分 | 39類（旅客車による輸送） |

| 登録項目等 | 内容等                   |
| ---------- | ------------------------ |
| 商標       | スーパーとかち           |
| 称呼       | スーパートカチ，トカチ   |
| 出願番号   | 商願平04-270859          |
| 出願日     | 1992年(平成4年)9月29日   |
| 登録番号   | 第3124807号              |
| 登録日     | 1996年(平成8年)2月29日   |
| 権利者     | 北海道旅客鉄道株式会社   |
| 役務等区分 | 39類（旅客車による輸送） |